# Liste der Baudenkmale in Weener
Die Liste der Baudenkmale in Weener enthält die nach dem Niedersächsischen Denkmalschutzgesetz geschützten Baudenkmale in der ostfriesischen Gemeinde Weener.
Grundlage ist die veröffentlichte Denkmalliste des Landkreises (Stand: 25. Juli 2016).
Baudenkmale sind „im Sinne des Gesetzes Bodendenkmale, bewegliche Denkmale und Denkmale der Erdgeschichte.“

## Diele
| Bild           | Bezeichnung              | Lage                                                      | Beschreibung | Bauzeit                | Eingetragen seit | Denkmal- nummer |
| -------------- | ------------------------ | --------------------------------------------------------- | --- | ---------------------- | ---------------- | --------------- |
| Kriegerdenkmal | Kriegerdenkmal           | Diele Dieler Straße Flurstück: 031708-005-00015/002 Karte | Kriegerdenkmal Denkmal aus drei senkrecht stehenden Natursteintafeln mit den Namen der Gefallenen des Ersten und Zweiten Weltkrieges. Einzeldenkmal gemäß § 3.2 NDSchG                                                                                |                        |                  | 45702100376     |
| Kriegerdenkmal | Kriegerdenkmal           | Diele Dieler Straße Flurstück: 031708-005-00013/005 Karte | Kriegerdenkmal Zur Erinnerung an die Befreiungskriege 1813 (Besetzung Europas durch Napoleon). 1913 aus aufgemauerten Feldsteinen als dreiseitige Pyramide errichtet. Einzeldenkmal gemäß § 3.2 NDSchG                                                | 1913                   |                  | 45702100378     |
| weitere Bilder | Schanze (Dieler Schanze) | Diele Schanzweg Flurstück: 031708-008-00075/000 Karte     | Schanze (Dieler Schanze) Rest einer größeren Anlage, angelegt während des spanisch-niederländischen Krieges Anfang des 17. Jahrhunderts, erneute Bedeutung im niederländisch-münsterländischen Krieg, zerstört 1672. Einzeldenkmal gemäß § 3.2 NDSchG | Anfang 17. Jahrhundert |                  | 45702100379     |

## Holthusen
| Bild | Bezeichnung                               | Lage                                                                | Beschreibung | Bauzeit                   | Eingetragen seit | Denkmal- nummer |
| --- | ----------------------------------------- | ------------------------------------------------------------------- | --- | ------------------------- | ---------------- | --------------- |
| [[Vorlage:Bilderwunsch/code!/C:53.145209,7.315202!/D:Gartenanlage (Gutsgarten [Gut Holthusen]), Am Gehölz 32 Flurstück: 031706-004-00079/003!/\|BW]] | Gartenanlage (Gutsgarten [Gut Holthusen]) | Holthusen Am Gehölz 32 Flurstück: 031706-004-00079/003 Karte        | Gartenanlage (Gutsgarten [Gut Holthusen]) Landschaftlich gestalteter Gutsgarten des späten 19. Jahrhunderts mit artenreichem Baumbestand, Bodenmodellierung, Wassersystem und Wegestrukturen. Bedeutung: historisch, wissenschaftlich, städtebaulich; wesentliche Begründung: 1.01 geschichtliche Bedeutung im Rahmen von Ortsgeschichte; Einzeldenkmal gemäß § 3.2 NDSchG; in Gruppe baulicher Anlagen: 457021Gr0019 | spätes 19. Jahrhundert    |                  | 45702100359     |
| BW | Wohnhaus (Gut Holthusen)                  | Holthusen Am Gehölz 32 Flurstück: 031706-004-00079/003 Karte        | Wohnhaus (Gut Holthusen) zweigeschossiger Ziegelbau unter Walmdach. Gliederung durch Lisenen. Zur Straße Vorbau mit geringer Tiefe und Austritt vom Obergeschoss. Erbaut um 1920. Bedeutung: historisch, wissenschaftlich, städtebaulich; wesentliche Begründung: 1.01 geschichtliche Bedeutung im Rahmen von Ortsgeschichte; Gruppe gemäß § 3.3 NDSchG; in Gruppe baulicher Anlagen: 457021Gr0019                    | um 1920                   |                  | 45702100385     |
| Wohn-/Wirtschaftsgebäude | Wohn-/Wirtschaftsgebäude                  | Holthusen Kakelhörn 11 Flurstück: 031706-013-00098/000 Karte        | Wohn-/Wirtschaftsgebäude Kleines Gulfhaus. Schlichter eingeschossiger Wohnteil mit Traufgesims. Fenster mit Holzblockrahmen. 2. Hälfte 19. Jahrhundert; Einzeldenkmal gemäß § 3.2 NDSchG | 2. Hälfte 19. Jahrhundert |                  | 45702100168     |
| Kriegerdenkmal | Kriegerdenkmal                            | Holthusen Katzenburger Straße Flurstück: 031706-005-00021/007 Karte | Kriegerdenkmal Wohl ursprünglich errichtet zur Erinnerung an die Völkerschlacht von Leipzig 1813; erweitert als Kriegerdenkmal für die Gefallenen der beiden Weltkriege. Einzeldenkmal gemäß § 3.2 NDSchG |                           |                  | 45702100389     |
| weitere Bilder | Kirche, ev.-ref.                          | Holthusen Kirchstraße 43 Flurstück: 031706-005-00093/006 Karte      | Kirche, ev.-ref. Wuchtiger einschiffiger Ziegelbau mit Westturm. Lisenen- und Gesimsgliederung. Spitzbogenfenster mit gusseisernem Maßwerk. Datiert 1881. Einzeldenkmal gemäß § 3.2 NDSchG | 1881                      |                  | 45702100169     |
| Wohn-/Wirtschaftsgebäude | Wohn-/Wirtschaftsgebäude                  | Holthusen Poghörn 7 Flurstück: 031706-014-00022/000 Karte           | Wohn-/Wirtschaftsgebäude Kleiner gulfhausähnlicher, schlichter Ziegelbau zum Teil mit Traufgesims. Eingeschossiger einraumtiefer Wohnteil mit Giebelkamin. Erbaut Ende 19. Jahrhundert; Einzeldenkmal gemäß § 3.2 NDSchG | Ende 19. Jahrhundert      |                  | 45702100171     |

## Kirchborgum
| Bild           | Bezeichnung                               | Lage                                                               | Beschreibung | Bauzeit                         | Eingetragen seit | Denkmal- nummer  |
| -------------- | ----------------------------------------- | ------------------------------------------------------------------ | --- | ------------------------------- | ---------------- | ---------------- |
| BW             | Gulfhaus (Gulfhaus)                       | Kirchborgum Buschfeld 8 Flurstück: 031801-005-00040/000 Karte      | Gulfhaus (Gulfhaus) Gulfhausähnlicher Ziegelbau mit kleinem Stallteil. An der Traufseite Klötzchenfries. Fenster mit Holzblockrahmen. Erbaut 19. Jahrhundert; Einzeldenkmal gemäß § 3.2 NDSchG | 19. Jahrhundert                 |                  | 45702100180      |
| weitere Bilder | Villa (Hof Buschfeld)                     | Kirchborgum Buschfeld 10 Flurstück: 031801-005-00006/000 Karte     | Villa (Hof Buschfeld) Stattlicher zweigeschossiger Ziegelbau mit Seitenrisalit unter Walmdach. Zum Park halbrunder Altan. Gliederungselemente in Putz. Erbaut um 1920. Bedeutung: historisch, wissenschaftlich, städtebaulich; wesentliche Begründung: 1.06 geschichtliche Bedeutung aufgrund des Zeugnis- und Schauwertes durch beispielhafte Ausprägung eines Stils und / oder Gebäudetypus; Einzeldenkmal gemäß § 3.2 NDSchG; in Gruppe baulicher Anlagen: 457021Gr0014 | um 1920                         |                  | 45702100181      |
| weitere Bilder | Gartenanlage (Hausgarten [Hof Buschfeld]) | Kirchborgum Buschfeld 10 Flurstück: 031801-005-00004/001 Karte     | Gartenanlage (Hausgarten [Hof Buschfeld]) Formale Hausgartengestaltung der Wende des 19. zum 20. Jahrhundert. mit Gräben, Wegesystem und Allee. Bedeutung: historisch, städtebaulich; wesentliche Begründung: 1.06 geschichtliche Bedeutung aufgrund des Zeugnis- und Schauwertes durch beispielhafte Ausprägung eines Stils und / oder Gebäudetypus; Gruppe gemäß § 3.3 NDSchG; in Gruppe baulicher Anlagen: 457021Gr0014                                                 | um 1900                         |                  | 45702100361      |
| weitere Bilder | Gulfhaus (Gulfhaus)                       | Kirchborgum Ferstenborgum 27 Flurstück: 031801-003-00131/006 Karte | Gulfhaus (Gulfhaus) eingeschossiger Ziegelbau mit Steilgiebel und Giebelschornstein. Eingeschossiger Wohnteil mit Kellerstube, wohl 2. Hälfte 18. Jahrhundert, Fenster wohl um 1900 verändert. Wirtschaftsteil, Mitte 18. Jahrhundert, zum Teil erneuert. Einzeldenkmal gemäß § 3.2 NDSchG | Mitte/2. Hälfte 18. Jahrhundert |                  | 45702100192      |
| weitere Bilder | Wohn-/Wirtschaftsgebäude                  | Kirchborgum Kirchborgum 29 Flurstück: 031801-002-00071/001 Karte   | Wohn-/Wirtschaftsgebäude; Einzeldenkmal gemäß § 3.2 NDSchG; in Gruppe baulicher Anlagen: 457021Gr0015 | 1858                            |                  | 45702100411      |
| weitere Bilder | Kirche, ev.-ref.                          | Kirchborgum Kirchborgum 34 Flurstück: 031801-002-00076/003 Karte   | Kirche, ev.-ref. mit: Kirchhof, Grabsteine, Pforte; einschiffiger Ziegelbau mit Westturm. Rundbogenfenster. Lisenen- und Gesimsgliederung. Schiff 1827; Turm 1766. Bedeutung: historisch, wissenschaftlich, städtebaulich; wesentliche Begründung: 1.04 geschichtliche Bedeutung aufgrund des Zeugnis- und Schauwertes für Kultur- und Geistesgeschichte; konstituierender Bestandteil einer Gruppe gemäß § 3.3 NDSchG; in Gruppe baulicher Anlagen: 457021Gr0015          | 1766/1827                       |                  | 457021.00182M001 |

## St. Georgiwold
| Bild           | Bezeichnung | Lage                                                                   | Beschreibung | Bauzeit   | Eingetragen seit | Denkmal- nummer |
| -------------- | ----------- | ---------------------------------------------------------------------- | --- | --------- | ---------------- | --------------- |
| weitere Bilder | Kirche      | St. Georgiwold St. Georgiwold 27 Flurstück: 030815-001-00055/001 Karte | Kirche Kleiner Ziegelbau mit chorähnlichem Ostabsc hluss und Westturm unter gleichem Dach wie das Schiff. Lisenengliederung und Klötzchenfries. Erbaut 1689; erneuert 1960. Einzeldenkmal gemäß § 3.2 NDSchG | 1689/1960 |                  | 45702100160     |

## Stapelmoor
| Bild | Bezeichnung                                          | Lage                                                              | Beschreibung | Bauzeit                          | Eingetragen seit | Denkmal- nummer  |
| --- | ---------------------------------------------------- | ----------------------------------------------------------------- | --- | -------------------------------- | ---------------- | ---------------- |
| weitere Bilder | Pfarrhaus (Steinhaus)                                | Stapelmoor Große Stiege 1 Flurstück: 031707-013-00082/000 Karte   | Pfarrhaus (Steinhaus) zweigeschossiger Backsteinbau mit steilem Giebel. Nordgiebel datiert 1429 in großen Reliefbuchstaben aus Formziegeln. Kreuzstockfenster am Obergeschoss Südost-Seite, Upkammer über tonnengewölbtem Keller. Einzeldenkmal gemäß § 3.2 NDSchG | 1429                             |                  | 45702100178      |
| [[Vorlage:Bilderwunsch/code!/C:53.134838,7.3201391!/D:Gartenanlage (Gutsgarten [Gut Stapelmoor]), Hauptstraße Flurstück: 031707-013-00077/009!/\|BW]] | Gartenanlage (Gutsgarten [Gut Stapelmoor])           | Stapelmoor Hauptstraße Flurstück: 031707-013-00077/009 Karte      | Gartenanlage (Gutsgarten [Gut Stapelmoor]) Landschaftlich gestalteter Gutsgarten des späten 19. Jahrhunderts mit artenreichem Baumbestand, Wassersystem, Bodenmodellierungen, Wegestrukturen und Brücken. Bedeutung: historisch, wissenschaftlich, städtebaulich; wesentliche Begründung: 1.01 geschichtliche Bedeutung im Rahmen von Ortsgeschichte; konstituierender Bestandteil einer Gruppe gemäß § 3.3 NDSchG; in Gruppe baulicher Anlagen: 457021Gr0020        | spätes 19. Jahrhunderts          |                  | 457021.00360     |
| Kriegerdenkmal | Kriegerdenkmal                                       | Stapelmoor Hauptstraße Flurstück: 031707-013-00078/002 Karte      | Kriegerdenkmal Obeliskartiges Denkmal von Eisernem Kreuz bekrönt, für die Gefallenen des Ersten Weltkrieges. Rechts und links durch Tafeln für die Gefallenen des Zweiten Weltkrieges erweitert. Einzeldenkmal gemäß § 3.2 NDSchG |                                  |                  | 45702100377      |
| Wohnhaus | Wohnhaus                                             | Stapelmoor Hauptstraße 65 Flurstück: 031707-013-00087/001 Karte   | Wohnhaus; Einzeldenkmal gemäß § 3.2 NDSchG |                                  | 9. Juli 1986     | 45702100370      |
| weitere Bilder | Kirche, ev.-ref.                                     | Stapelmoor Hauptstraße 65a Flurstück: 031707-013-00195/085 Karte  | Kirche, ev.-ref. Stattlicher kreuzförmiger Gewölbebau aus Backsteinmauerwerk. Gliederung durch Lisenen und Konsolgesims. 3. Viertel 13. Jahrhundert; Einzeldenkmal gemäß § 3.2 NDSchG | 3. Viertel 13. Jahrhundert       |                  | 45702100179      |
| Gartenanlage (ehemaliger Nutzgarten [Spenningaburg])                                                                                                  | Gartenanlage (ehemaliger Nutzgarten [Spenningaburg]) | Stapelmoor Hauptstraße 90 Flurstück: 031707-013-00154/022 Karte   | Gartenanlage (ehemaliger Nutzgarten [Spenningaburg]) ehemaliger Nutzgarten der sog. Spenningaburg, der in eindrucksvoller Weise durch geschnittene und in Reihe gepflanzte Linden überdurchschnittlich repräsentativ räumlich gefasst wurde. Einzeldenkmal gemäß § 3.2 NDSchG |                                  |                  | 45702100375      |
| Wohnhaus (Doppelhaus) | Wohnhaus (Doppelhaus)                                | Stapelmoor Hauptstraße 136 Flurstück: 031707-014-00055/006 Karte  | Wohnhaus (Doppelhaus) mit: Stall-Anbauten; eingeschossiger Ziegelbau mit Gesimsgliederung. Zur Straße zwei Seitenrisalite mit seitlichen Eingängen. Rückwärtig kleine Stallflügel. 1900/1910. Bedeutung: historisch, wissenschaftlich; wesentliche Begründung: 1.06 geschichtliche Bedeutung aufgrund des Zeugnis- und Schauwertes durch beispielhafte Ausprägung eines Stils und / oder Gebäudetypus; Einzeldenkmal gemäß § 3.2 NDSchG                              | 1900/1910                        |                  | 457021.00172M001 |
| weitere Bilder | Gulfhaus (Haus Drakemond [Gulfhaus])                 | Stapelmoor Kleine Stiege 9 Flurstück: 031707-013-00113/004 Karte  | Gulfhaus (Haus Drakemond [Gulfhaus]) mit: Graft, Baumbestand; Stattliches Gulfhaus. Eingeschossiger Wohnteil: stark verändertes Steinhaus von angeblich 1442; jüngere Gulfscheune. Umgräftetes baumbestandenes Grundstück. Bedeutung: historisch, wissenschaftlich; wesentliche Begründung: 1.06 geschichtliche Bedeutung aufgrund des Zeugnis- und Schauwertes durch beispielhafte Ausprägung eines Stils und / oder Gebäudetypus; Einzeldenkmal gemäß § 3.2 NDSchG | 1442?                            |                  | 457021.00177M001 |
| weitere Bilder | Gulfhaus (Gulfhaus)                                  | Stapelmoor Kleine Stiege 11 Flurstück: 031707-013-00114/000 Karte | Gulfhaus (Gulfhaus) eingeschossiger Wohnteil mit Drempel, stallseitig zweimal einspringend. Kleiner Küchenflügel. Gesimsgliederung. Erbaut Ende 19. Jahrhundert; Einzeldenkmal gemäß § 3.2 NDSchG | Ende 19. Jahrhundert             |                  | 45702100187      |
| Gulfhaus (Gulfhaus) | Gulfhaus (Gulfhaus)                                  | Stapelmoor Möhlenweg 3 Flurstück: 031707-013-00050/003 Karte      | Gulfhaus (Gulfhaus) Längsdurchfahrt. 1 ⁄2-geschossiger Wohnteil. Blockrahmenfenster und hölzerne, profilierte Türumrahmung. Erbaut Mitte 19. Jahrhundert; Wirtschaftsgiebel Anfang 20. Jahrhundert; Einzeldenkmal gemäß § 3.2 NDSchG | Mitte 19./Anfang 20. Jahrhundert |                  | 45702100185      |
| Wohn-/Wirtschaftsgebäude | Wohn-/Wirtschaftsgebäude                             | Stapelmoor Möhlenweg 5 Flurstück: 031707-013-00041/006 Karte      | Wohn-/Wirtschaftsgebäude Kleiner gulfhausähnlicher Ziegelbau mit eingeschossiger einraumtiefen Wohnteil. Traufseite mit Klötzchenfries. 2. Hälfte 19. Jahrhundert; Einzeldenkmal gemäß § 3.2 NDSchG | 2. Hälfte 19. Jahrhundert        |                  | 45702100186      |
| weitere Bilder | Mühle (Windmühle)                                    | Stapelmoor Torfweg 4 Flurstück: 031707-013-00098/001 Karte        | Mühle (Windmühle) Galerieholländer. viergeschossiger oktogonaler Unterbau in Ziegelmauerwerk mit Ecklisenen. 1909. Einzeldenkmal gemäß § 3.2 NDSchG | 1909                             |                  | 45702100184      |

## Vellage
| Bild           | Bezeichnung                         | Lage                                                             | Beschreibung | Bauzeit                | Eingetragen seit | Denkmal- nummer  |
| -------------- | ----------------------------------- | ---------------------------------------------------------------- | --- | ---------------------- | ---------------- | ---------------- |
| weitere Bilder | Herrenhaus (Gut Halte)              | Vellage Halter Straße 4/6 Flurstück: 031803-004-00031/023 Karte  | Herrenhaus (Gut Halte) mit: Park; eingeschossiger verputzter Ziegelbau unter Halbwalmdach. Mittelachse mit Zwerchhaus und Freitreppe. Blockrahmenfenster. Hölzernes Traufgesims. Erbaut um 1800. Bedeutung: historisch, wissenschaftlich; wesentliche Begründung: 1.06 geschichtliche Bedeutung aufgrund des Zeugnis- und Schauwertes durch beispielhafte Ausprägung eines Stils und / oder Gebäudetypus; Einzeldenkmal gemäß § 3.2 NDSchG                                      | um 1800                |                  | 457021.00174M001 |
| BW             | Gulfhaus (Gulfhaus)                 | Vellage Nesseborg 9 Flurstück: 031803-003-00063/001 Karte        | Gulfhaus (Gulfhaus) Stattlicher Ziegelbau mit Gesimsgliederung. 1 ⁄2-geschossiger Wohnteil, stallseitig zweimal einspringend. Ende 19. Jahrhundert; Einzeldenkmal gemäß § 3.2 NDSchG | Ende 19. Jahrhundert   |                  | 45702100175      |
| BW             | Wohn-/Wirtschaftsgebäude (Gulfhaus) | Vellage Nesseborg 13 Flurstück: 031803-003-00046/004 Karte       | Wohn-/Wirtschaftsgebäude (Gulfhaus) eingeschossiger Wohnteil mit Giebelkamin. Dreiecksmauerung. Fenster mit Holzblockrahmen. Erbaut Anfang 19. Jahrhundert; jüngere Scheune mit Längsdurchfahrt. Einzeldenkmal gemäß § 3.2 NDSchG | Anfang 19. Jahrhundert |                  | 45702100176      |
| weitere Bilder | Kirche, ev.-ref.                    | Vellage Vellager Straße 35 Flurstück: 031803-008-00038/004 Karte | Kirche, ev.-ref. mit: Friedhof, Baumreihe (Allee), Grabsteine; Niedriger, einschiffiger Backsteinbau. Fenster und Portale verändert. Erbaut 13. Jahrhundert; gotischer Westturm. Bedeutung: historisch, wissenschaftlich, städtebaulich; wesentliche Begründung: 1.04 geschichtliche Bedeutung aufgrund des Zeugnis- und Schauwertes für Kultur- und Geistesgeschichte; konstituierender Bestandteil einer Gruppe gemäß § 3.3 NDSchG; in Gruppe baulicher Anlagen: 457021Gr0013 | 13. Jahrhundert        |                  | 457021.00173M001 |

## Weener
| Bild | Bezeichnung                                                     | Lage                                                                         | Beschreibung | Bauzeit                        | Eingetragen seit | Denkmal- nummer  |
| --- | --------------------------------------------------------------- | ---------------------------------------------------------------------------- | --- | ------------------------------ | ---------------- | ---------------- |
| weitere Bilder | Wohnhaus (Mehrfamilienhaus)                                     | Weener Am Bahnhof 2 Flurstück: 031802-020-00004/024 Karte                    | Wohnhaus (Mehrfamilienhaus) mit: Stallgebäude; Langgestreckter zweigeschossiger Ziegelbau mit Gesimsgliederung. Fensterlaibungen aus Formsteinen. Eingänge in beiden Giebelseiten. Ende 19. Jahrhundert; im Hof kleines Stallgebäude. Bedeutung: historisch, wissenschaftlich; wesentliche Begründung: 1.06 geschichtliche Bedeutung aufgrund des Zeugnis- und Schauwertes durch beispielhafte Ausprägung eines Stils und / oder Gebäudetypus; Einzeldenkmal gemäß § 3.2 NDSchG                                                             | Ende 19. Jahrhundert           |                  | 457021.00032M001 |
| weitere Bilder | Hafenanlage                                                     | Weener Am Hafen Flurstück: 031802-004-00158/001 Karte                        | Hafenanlage mit: Straßenraum, Baumbestand; Langrechteckiges Hafenbecken, in das von Westen das kleine Weener Siel und von Süden das Weener Sieltief entwässert. Bedeutung: historisch, wissenschaftlich, städtebaulich; wesentliche Begründung: 4.6; konstituierender Bestandteil einer Gruppe gemäß § 3.3 NDSchG; in Gruppe baulicher Anlagen: 457021Gr0005 |                                |                  | 457021.00197M001 |
| Wohnhaus | Wohnhaus                                                        | Weener Am Hafen 1 Flurstück: 031802-004-00172/005 Karte                      | Wohnhaus zweigeschossiger traufständiger Ziegelbau mit verputztem Traufgesims. Im Erdgeschoss Blockrahmenfenster und fein profilierte Türumrandung. Mitte 19. Jahrhundert; Bedeutung: historisch, wissenschaftlich, städtebaulich; wesentliche Begründung: 4.6; Gruppe gemäß § 3.3 NDSchG; in Gruppe baulicher Anlagen: 457021Gr0005 | Mitte 19. Jahrhundert          |                  | 45702100063      |
| BW | Bestandteil Nicht konstituierender Bestandteil                  | Weener Am Hafen 2 Flurstück: 031802-004-00149/000 Karte                      | Bestandteil Nicht konstituierender Bestandteil einer Gruppe in Gruppe baulicher Anlagen: 457021Gr0005 |                                |                  | 457021.00074     |
| Packhaus | Packhaus                                                        | Weener Am Hafen 3 Flurstück: 031802-004-00182/006 Karte                      | Packhaus zweigeschossiger traufständiger Ziegelbau. Konsolentraufgesims verputzt. Mitte 19. Jahrhundert; 1 ⁄2-geschossiger Flügel nach hinten. Bedeutung: historisch, wissenschaftlich, städtebaulich; wesentliche Begründung: 4.6; Gruppe gemäß § 3.3 NDSchG; in Gruppe baulicher Anlagen: 457021Gr0005 | Mitte 19. Jahrhundert          |                  | 45702100062      |
| Wohnhaus | Wohnhaus                                                        | Weener Am Hafen 5 Flurstück: 031802-004-00007/001 Karte                      | Wohnhaus Traufständiges Seitenflurhaus. zweigeschossiger Ziegelbau auf gequadertem Sockel. Geschoss- und Konsolentraufgesims verputzt. Mitte 19. Jahrhundert; Bedeutung: historisch, wissenschaftlich, städtebaulich; wesentliche Begründung: 4.6; Gruppe gemäß § 3.3 NDSchG; in Gruppe baulicher Anlagen: 457021Gr0005 | Mitte 19. Jahrhundert          |                  | 45702100061      |
| weitere Bilder | Wohnhaus                                                        | Weener Am Hafen 6 Flurstück: 031802-004-00147/002 Karte                      | Wohnhaus Schmaler 2 1⁄2-geschossiger giebelständiger Putzbau unter Satteldach. Wandfeste originale Innenausstattung (Türen, Wandvertäfelung, Einbauschränke etc.) der Umbauphase 1924; Bau im Kern älter; Bedeutung: historisch, wissenschaftlich, städtebaulich; Einzeldenkmal gemäß § 3.2 NDSchG; in Gruppe baulicher Anlagen: 457021Gr0005 | 1924 und älter                 |                  | 457021.00075     |
| Wohnhaus | Wohnhaus                                                        | Weener Am Hafen 7 Flurstück: 031802-004-00251/009 Karte                      | Wohnhaus Schmales traufständiges Seitenflurhaus. Zweigeschossiger Putzbau mit schmalen Gesimsen. Erbaut Ende 19. Jahrhundert; Bedeutung: historisch, wissenschaftlich, städtebaulich; wesentliche Begründung: 4.6; Gruppe gemäß § 3.3 NDSchG; in Gruppe baulicher Anlagen: 457021Gr0005 | Ende 19. Jahrhundert           |                  | 45702100060      |
| BW | Gasthaus                                                        | Weener Am Hafen 8 Flurstück: 031802-004-00141/005 Karte                      | Gasthaus zweigeschossiger Ziegelbau mit Drempel. Fassade zum Hafen mit neuerer Ziegelverkleidung. Erbaut wohl Anfang 19. Jahrhundert; Bedeutung: städtebaulich; wesentliche Begründung: 4.6; Gruppe gemäß § 3.3 NDSchG; in Gruppe baulicher Anlagen: 457021Gr0005 | Anfang 19. Jahrhundert         |                  | 45702100076      |
| BW | Packhaus                                                        | Weener Am Hafen 8 Flurstück: 031802-004-00141/005 Karte                      | Packhaus Zwei aneinandergebaute Speichergebäude unter parallelen Satteldächern. Zur Burgstraße dreigeschossig wirkend, das andere zweigeschossig. Gesimsgliederung. Erbaut Ende 19. Jahrhundert; Bedeutung: historisch, wissenschaftlich, städtebaulich; wesentliche Begründung: 4.6; konstituierender Bestandteil einer Gruppe gemäß § 3.3 NDSchG; in Gruppe baulicher Anlagen: 457021Gr0005 | Ende 19. Jahrhundert           |                  | 457021.00078     |
| Wohnhaus | Wohnhaus                                                        | Weener Am Hafen 9 Flurstück: 031802-004-00010/000 Karte                      | Wohnhaus zweigeschossiger giebelständiger Putzbau mit Giebelaufsatz. Lisenengliederung. Geschossgesimse und Fensterumrandungen fein profiliert. Fassade Ende 19. Jahrhundert; im Kern wohl älter. Bedeutung: historisch, wissenschaftlich, städtebaulich; wesentliche Begründung: 4.6; konstituierender Bestandteil einer Gruppe gemäß § 3.3 NDSchG; in Gruppe baulicher Anlagen: 457021Gr0005 | Ende 19. Jahrhundert und älter |                  | 457021.00059     |
| Wohnhaus (Doppelhaus) | Wohnhaus (Doppelhaus)                                           | Weener Am Hafen 10 Flurstück: 031802-004-00145/002 Karte                     | Wohnhaus (Doppelhaus) mit: Seitenflügel; Traufständiger zweigeschossiger Ziegelbau, Straßenfassade verputzt. Geschoss- und Konsolentraufgesims, profilierte Fenster- und Türumrandungen. Zur Burgstraße zweigeschossiger Seitenflügel. Bedeutung: historisch, wissenschaftlich, städtebaulich; wesentliche Begründung: 4.6; konstituierender Bestandteil einer Gruppe gemäß § 3.3 NDSchG; in Gruppe baulicher Anlagen: 457021Gr0005 |                                |                  | 457021.00077M001 |
| Wohnhaus | Wohnhaus                                                        | Weener Am Hafen 11 Flurstück: 031802-004-00011/002 Karte                     | Wohnhaus zweigeschossiger traufständiger Ziegelbau mit flachen Gesimsen. Erbaut um 1900. Bedeutung: historisch, wissenschaftlich, städtebaulich; konstituierender Bestandteil einer Gruppe gemäß § 3.3 NDSchG; in Gruppe baulicher Anlagen: 457021Gr0005 | um 1900                        |                  | 457021.00058     |
| Wohnhaus | Wohnhaus                                                        | Weener Am Hafen 13 Flurstück: 031802-004-00012/002 Karte                     | Wohnhaus zweigeschossiger traufständiger Ziegelbau mit Fensterbank- und Traufgesims. Erbaut 2. Hälfte 19. Jahrhundert; Bedeutung: historisch, wissenschaftlich, städtebaulich; wesentliche Begründung: 4.6; Gruppe gemäß § 3.3 NDSchG; in Gruppe baulicher Anlagen: 457021Gr0005 | 2. Hälfte 19. Jahrhundert      |                  | 45702100057      |
| Wohnhaus | Wohnhaus                                                        | Weener Am Hafen 15 Flurstück: 031802-004-00013/000 Karte                     | Wohnhaus zweigeschossiger giebelständiger Ziegelbau, zur Straße verputzt. Lisenen- und Gesimsgliederung, kleine Giebelaufsätze und profilierte Fensterumrandungen. Erbaut Ende 19. Jahrhundert; Bedeutung: historisch, wissenschaftlich, städtebaulich; wesentliche Begründung: 4.6; konstituierender Bestandteil einer Gruppe gemäß § 3.3 NDSchG; in Gruppe baulicher Anlagen: 457021Gr0005 | Ende 19. Jahrhundert           |                  | 457021.00056     |
| |                                                                 | Weener Am Hafen 16 Flurstück: 031802-004-00084/002 Karte                     | Bestandteil; konstituierender Bestandteil einer Gruppe gemäß § 3.3 NDSchG; in Gruppe baulicher Anlagen: 457021Gr0005 |                                |                  | 457021.00081     |
| Bestandteil Nicht konstituierender Bestandteil | Bestandteil Nicht konstituierender Bestandteil                  | Weener Am Hafen 17 Flurstück: 031802-004-00252/014 Karte                     | Bestandteil Nicht konstituierender Bestandteil einer Gruppe in Gruppe baulicher Anlagen: 457021Gr0005 |                                |                  | 457021.00055     |
| Bestandteil Nicht konstituierender Bestandteil | Bestandteil Nicht konstituierender Bestandteil                  | Weener Am Hafen 18 Flurstück: 031802-004-00083/002 Karte                     | Bestandteil Nicht konstituierender Bestandteil einer Gruppe in Gruppe baulicher Anlagen: 457021Gr0005 |                                |                  | 457021.00082     |
| Wohnhaus | Wohnhaus                                                        | Weener Am Hafen 19 Flurstück: 031802-004-00017/003 Karte                     | Wohnhaus Kleines traufständiges Seitenflurhaus. Eingeschossiger Ziegelbau mit Traufgesims. Erbaut 2. Hälfte 19. Jahrhundert; Bedeutung: historisch, wissenschaftlich, städtebaulich; wesentliche Begründung: 4.6; Gruppe gemäß § 3.3 NDSchG; in Gruppe baulicher Anlagen: 457021Gr0005 | 2. Hälfte 19. Jahrhundert      |                  | 45702100054      |
| Wohnhaus (Doppelhaus) | Wohnhaus (Doppelhaus)                                           | Weener Am Hafen 21 Flurstück: 031802-004-00018/001 Karte                     | Wohnhaus (Doppelhaus) zweigeschossiger traufständiger Putzbau. Geschoss- und Traufgesims sowie Fensterumrandungen fein profiliert. Rückwärtig nur 1 ⁄2-geschossig, rechts mit Zwerchhaus. Erbaut 2. Hälfte 19. Jahrhundert; Bedeutung: historisch, wissenschaftlich, städtebaulich; wesentliche Begründung: 4.6; konstituierender Bestandteil einer Gruppe gemäß § 3.3 NDSchG; in Gruppe baulicher Anlagen: 457021Gr0005 | 2. Hälfte 19. Jahrhundert      |                  | 457021.00053     |
| Bestandteil Nicht konstituierender Bestandteil | Bestandteil Nicht konstituierender Bestandteil                  | Weener Am Hafen 22 Flurstück: 031802-004-00244/080 Karte                     | Bestandteil Nicht konstituierender Bestandteil einer Gruppe, in Gruppe baulicher Anlagen: 457021Gr0005 |                                |                  | 457021.00084     |
| Wohnhaus | Wohnhaus                                                        | Weener Am Hafen 24 Flurstück: 031802-004-00243/077 Karte                     | Wohnhaus Traufständiger zweigeschossiger Ziegelbau. Fassade verputzt mit Traufgesims. Blockrahmenfenster. Tür mit profilierter Holzrahmung. Rückwärtig eingeschossiger Flügel. Mitte 19. Jahrhundert; Bedeutung: historisch, wissenschaftlich, städtebaulich; Einzeldenkmal gemäß § 3.2 NDSchG; in Gruppe baulicher Anlagen: 457021Gr0005 | Mitte 19. Jahrhundert          |                  | 457021.00085     |
| Wohnhaus | Wohnhaus                                                        | Weener Am Hafen 25 Flurstück: 031802-004-00020/000 Karte                     | Wohnhaus eingeschossiger traufständiger Putzbau mit Zwerchhaus und schmaler Utlucht. Erbaut 19. Jahrhundert; Bedeutung: historisch, wissenschaftlich, städtebaulich; wesentliche Begründung: 4.6; Gruppe gemäß § 3.3 NDSchG; in Gruppe baulicher Anlagen: 457021Gr0005 | 19. Jahrhundert                |                  | 45702100052      |
| Wohnhaus | Wohnhaus                                                        | Weener Am Hafen 26 Flurstück: 031802-004-00074/002 Karte                     | Wohnhaus Traufständiges Seitenflurhaus. zweigeschossiger Ziegelbau. Fassade verputzt mit Geschoss- und Traufgesims. Profilierte Fensterstürze. Erbaut Ende 19. Jahrhundert; Bedeutung: historisch, wissenschaftlich, städtebaulich; wesentliche Begründung: 4.6; Gruppe gemäß § 3.3 NDSchG; in Gruppe baulicher Anlagen: 457021Gr0005 | Ende 19. Jahrhundert           |                  | 45702100086      |
| Wohnhaus | Wohnhaus                                                        | Weener Am Hafen 27 Flurstück: 031802-004-00021/002 Karte                     | Wohnhaus zweigeschossiger giebelständiger Ziegelbau. Straßengiebel und linke Traufseite verputzt. Wohl 18. Jahrhundert; rückwärtig jüngerer Anbau. Bedeutung: historisch, wissenschaftlich, städtebaulich; wesentliche Begründung: 4.6; Gruppe gemäß § 3.3 NDSchG; in Gruppe baulicher Anlagen: 457021Gr0005 | 18. Jahrhundert                |                  | 45702100051      |
| Packhaus, ehemaliges | Packhaus, ehemaliges                                            | Weener Am Hafen 27a Flurstück: 031802-004-00021/004 Karte                    | Packhaus, ehemaliges zweigeschossiger giebelständiger Ziegelbau. Straßengiebel verputzt, Rückgiebel mit Dreiecksmauerung, Giebelaufsätzen und Speicher-Luken. Erbaut wohl 18. Jahrhundert; Bedeutung: historisch, wissenschaftlich, städtebaulich; wesentliche Begründung: 4.6; Gruppe gemäß § 3.3 NDSchG; in Gruppe baulicher Anlagen: 457021Gr0005 | 18. Jahrhundert                |                  | 45702100050      |
| Wohnhaus (Doppelhaus) | Wohnhaus (Doppelhaus)                                           | Weener Am Hafen 28 Flurstück: 031802-004-00073/001 Karte                     | Wohnhaus (Doppelhaus) eingeschossiger Ziegelbau mit Drempel und Zwerchhaus. Gebäude stark verändert. Erbaut Ende 19. Jahrhundert; Bedeutung: städtebaulich; wesentliche Begründung: 4.6; Gruppe gemäß § 3.3 NDSchG; in Gruppe baulicher Anlagen: 457021Gr0005 | Ende 19. Jahrhundert           |                  | 45702100087      |
| Wohnhaus | Wohnhaus                                                        | Weener Am Hafen 29 Flurstück: 031802-004-00024/002 Karte                     | Wohnhaus zweigeschossiger giebelständiger Ziegelbau, Straßengiebel verputzt. Bedeutung: historisch, wissenschaftlich, städtebaulich; wesentliche Begründung: 4.6; Gruppe gemäß § 3.3 NDSchG; in Gruppe baulicher Anlagen: 457021Gr0005 |                                |                  | 45702100049      |
| Packhaus, ehemaliges | Packhaus, ehemaliges                                            | Weener Am Hafen 31 Flurstück: 031802-004-00025/002 Karte                     | Packhaus, ehemaliges zweigeschossiger giebelständiger Ziegelbau. Straßengiebel verputzt, Rückgiebel mit Dreiecksmauerung. Speicherfenster im Obergeschoss mit Blockrahmen. Erbaut wohl um 1800; Bedeutung: historisch, wissenschaftlich, städtebaulich; wesentliche Begründung: 4.6; Gruppe gemäß § 3.3 NDSchG; in Gruppe baulicher Anlagen: 457021Gr0005 | um 1800                        |                  | 45702100048      |
| Wohnhaus | Wohnhaus                                                        | Weener Am Hafen 33 Flurstück: 031802-004-00027/002 Karte                     | Wohnhaus eingeschossiger traufständiger Bau, nachträglich verputzt. Erbaut wohl 19. Jahrhundert; Bedeutung: historisch, wissenschaftlich, städtebaulich; wesentliche Begründung: 4.6; Gruppe gemäß § 3.3 NDSchG; in Gruppe baulicher Anlagen: 457021Gr0005 | 19. Jahrhundert                |                  | 45702100047      |
| Bestandteil Nicht konstituierender Bestandteil | Bestandteil Nicht konstituierender Bestandteil                  | Weener Am Hafen 35 Flurstück: 031802-004-00029/002 Karte                     | Bestandteil Nicht konstituierender Bestandteil einer Gruppe, in Gruppe baulicher Anlagen: 457021Gr0005 |                                |                  | 457021.00046     |
| Wohnhaus | Wohnhaus                                                        | Weener Am Hafen 36 Flurstück: 031802-004-00065/002 Karte                     | Wohnhaus Traufständiges Seitenflurhaus. zweigeschossiger Bau, nachträglich verputzt. Erbaut 2. Hälfte 19. Jahrhundert; Bedeutung: historisch, wissenschaftlich, städtebaulich; wesentliche Begründung: 4.6; Gruppe gemäß § 3.3 NDSchG; in Gruppe baulicher Anlagen: 457021Gr0005 | 2. Hälfte 19. Jahrhundert      |                  | 45702100089      |
| Bestandteil Nicht konstituierender Bestandteil | Bestandteil Nicht konstituierender Bestandteil                  | Weener Am Hafen 37 Flurstück: 031802-004-00031/002 Karte                     | Bestandteil Nicht konstituierender Bestandteil einer Gruppe, in Gruppe baulicher Anlagen: 457021Gr0005 |                                |                  | 457021.00045     |
| Wohnhaus | Wohnhaus                                                        | Weener Am Hafen 38 Flurstück: 031802-004-00062/002 Karte                     | Wohnhaus zweigeschossiger nachträglich verputzter Ziegelbau mit Seitenflur. Fensteröffnungen zum Teil verändert. Erbaut wohl 2. Hälfte 19. Jahrhundert; Bedeutung: städtebaulich; Gruppe gemäß § 3.3 NDSchG; in Gruppe baulicher Anlagen: 457021Gr0005 | 2. Hälfte 19. Jahrhundert      |                  | 45702100090      |
| Wohnhaus | Wohnhaus                                                        | Weener Am Hafen 39 Flurstück: 031802-004-00032/002 Karte                     | Wohnhaus Kleiner eingeschossiger traufständiger Bau mit Traufgesims, nachträglich verputzt. Erbaut wohl 19. Jahrhundert; Bedeutung: historisch, wissenschaftlich, städtebaulich; wesentliche Begründung: 4.6; Gruppe gemäß § 3.3 NDSchG; in Gruppe baulicher Anlagen: 457021Gr0005 | 19. Jahrhundert                |                  | 45702100044      |
| Wohnhaus | Wohnhaus                                                        | Weener Am Hafen 40 Flurstück: 031802-004-00247/061 Karte                     | Wohnhaus zweigeschossiger Ziegelbau. Fensteröffnungen verändert. Erbaut 2. Hälfte 19. Jahrhundert; Bedeutung: städtebaulich; wesentliche Begründung: 4.6; Gruppe gemäß § 3.3 NDSchG; in Gruppe baulicher Anlagen: 457021Gr0005 | 2. Hälfte 19. Jahrhundert      |                  | 45702100091      |
| Bestandteil Nicht konstituierender Bestandteil | Bestandteil Nicht konstituierender Bestandteil                  | Weener Am Hafen 41 Flurstück: 031802-004-00259/035 Karte                     | Bestandteil Nicht konstituierender Bestandteil einer Gruppe, in Gruppe baulicher Anlagen: 457021Gr0005 |                                |                  | 457021.00043     |
| Wohnhaus | Wohnhaus                                                        | Weener Am Hafen 42 Flurstück: 031802-004-00267/059 Karte                     | Wohnhaus Traufständiges Seitenflurhaus. zweigeschossiger Bau, zur Straße verputzt. Erbaut 2. Hälfte 19. Jahrhundert; Bedeutung: historisch, wissenschaftlich, städtebaulich; wesentliche Begründung: 4.6; Gruppe gemäß § 3.3 NDSchG; in Gruppe baulicher Anlagen: 457021Gr0005 | 2. Hälfte 19. Jahrhundert      |                  | 45702100092      |
| Bestandteil Nicht konstituierender Bestandteil | Bestandteil Nicht konstituierender Bestandteil                  | Weener Am Hafen 43 Flurstück: 031802-004-00036/003 Karte                     | Bestandteil Nicht konstituierender Bestandteil einer Gruppe; in Gruppe baulicher Anlagen: 457021Gr0005 |                                |                  | 457021.00042     |
| Wohnhaus | Wohnhaus                                                        | Weener Am Hafen 44 Flurstück: 031802-004-00248/056 Karte                     | Wohnhaus zum Teil veränderten Fensteröffnungen. Erbaut 2. Hälfte 19. Jahrhundert; Bedeutung: städtebaulich; wesentliche Begründung: 4.6; Gruppe gemäß § 3.3 NDSchG; in Gruppe baulicher Anlagen: 457021Gr0005 | 2. Hälfte 19. Jahrhundert      |                  | 45702100093      |
| Bestandteil | Bestandteil                                                     | Weener Am Hafen 45 Flurstück: 031802-004-00038/002 Karte                     | Bestandteil; Gruppe gemäß § 3.3 NDSchG; in Gruppe baulicher Anlagen: 457021Gr0005 |                                |                  | 45702100041      |
| Wohnhaus | Wohnhaus                                                        | Weener Am Hafen 46 Flurstück: 031802-004-00249/055 Karte                     | Wohnhaus zweigeschossiger traufständiger Ziegelbau. Sockel-, Fensterbank- und Traufgesims. Gefaste Fensterlaibungen. Erbaut Ende 19. Jahrhundert; Bedeutung: historisch, wissenschaftlich, städtebaulich; wesentliche Begründung: 4.6; Gruppe gemäß § 3.3 NDSchG; in Gruppe baulicher Anlagen: 457021Gr0005 | Ende 19. Jahrhundert           |                  | 45702100094      |
| weitere Bilder | Wohnhaus                                                        | Weener Am Hafen 47 Flurstück: 031802-004-00270/040 Karte                     | Wohnhaus Schmaler zweigeschossiger traufständiger Ziegelbau mit Geschoss- und Traufgesims. Erbaut Ende 19. Jahrhundert; Bedeutung: historisch, wissenschaftlich, städtebaulich; wesentliche Begründung: 4.6; Gruppe gemäß § 3.3 NDSchG; in Gruppe baulicher Anlagen: 457021Gr0005 | Ende 19. Jahrhundert           |                  | 45702100040      |
| Wohnhaus | Wohnhaus                                                        | Weener Am Hafen 48 Flurstück: 031802-004-00052/002 Karte                     | Wohnhaus zweigeschossiger traufständiger Ziegelbau mit Geschoss- und Traufgesims. Gezahnte Fensterverdachungen. Erbaut um 1900. Bedeutung: historisch, wissenschaftlich, städtebaulich; wesentliche Begründung: 4.6; Gruppe gemäß § 3.3 NDSchG; in Gruppe baulicher Anlagen: 457021Gr0005 | um 1900                        |                  | 45702100095      |
| Bestandteil | Bestandteil                                                     | Weener Am Hafen 49 Flurstück: 031802-004-00041/001 Karte                     | Bestandteil; Gruppe gemäß § 3.3 NDSchG; in Gruppe baulicher Anlagen: 457021Gr0005 |                                |                  | 45702100039      |
| Wohnhaus | Wohnhaus                                                        | Weener Am Hafen 50 Flurstück: 031802-004-00266/050 Karte                     | Wohnhaus zweigeschossiger traufständiger Putzbau. Fassade mit fein profilierten Gesimsen und Fensterumrandungen. Erbaut um 1900. Bedeutung: historisch, wissenschaftlich, städtebaulich; wesentliche Begründung: 4.6; Gruppe gemäß § 3.3 NDSchG; in Gruppe baulicher Anlagen: 457021Gr0005 | um 1900                        |                  | 45702100096      |
| Bestandteil | Bestandteil                                                     | Weener Am Hafen 51 Flurstück: 031802-004-00042/002 Karte                     | Bestandteil; Gruppe gemäß § 3.3 NDSchG; in Gruppe baulicher Anlagen: 457021Gr0005 |                                |                  | 45702100038      |
| Bestandteil (Neubau [Ersatzbau]) | Bestandteil (Neubau [Ersatzbau])                                | Weener Am Hafen 53 Flurstück: 031802-004-00044/020 Karte                     | Bestandteil (Neubau [Ersatzbau]) Traufständiges Seitenflurhaus mit rückwärtiger Kübbung. Kleiner Ziegelbau mit Dreiecksmauerung am Giebel. Um 1800. 1993 Gebäude abgebrochen und durch Neubau ersetzt. Bedeutung: städtebaulich; wesentliche Begründung: 4.6; konstituierender Bestandteil einer Gruppe gemäß § 3.3 NDSchG; in Gruppe baulicher Anlagen: 457021Gr0005 | um 1800                        |                  | 457021.00037     |
| weitere Bilder | Silo, I (Bestandteil)                                           | Weener Am Hafen 55 Flurstück: 031802-004-00044/021 Karte                     | Silo, I (Bestandteil) 7-geschossiger Siloturm mit eingezogenem Dachgeschoss. Stahlbeton-Skelettkonstruktion mit Ziegelausfachung, erbaut 1956 Nicht konstituierender Bestandteil einer Gruppe, in Gruppe baulicher Anlagen: 457021Gr0005 | 1956                           |                  | 457021.00035     |
| weitere Bilder | Packhaus                                                        | Weener Am Hafen 55 Flurstück: 031802-004-00044/028 Karte                     | Packhaus 3-gesch. giebelständiger Ziegelbau mit Traufgesims und Blockrahmenfenster. Mittelachse mit Aufzugsluken. Erbaut um 1860/1870. Bedeutung: historisch, wissenschaftlich, städtebaulich; Gruppe gemäß § 3.3 NDSchG; in Gruppe baulicher Anlagen: 457021Gr0005 | um 1860/1870                   |                  | 45702100036      |
| weitere Bilder | Kirche, ev.-luth.                                               | Weener Bahnhofstraße 3 Flurstück: 031802-009-00001/013 Karte                 | Kirche, ev.-luth. Saalbau in Ziegelmauerwerk. Gliederung mit Rundbogenfenstern. An der Nordost-Ecke wuchtiger Turm mit rundbogigen Schallarkaden und abgetrepptem Rundbogenportal. Erbaut um 1950. Einzeldenkmal gemäß § 3.2 NDSchG | um 1950                        |                  | 45702100097      |
| BW | Gulfhaus (Gulfhaus)                                             | Weener Bahnhofstraße 6 Flurstück: 031802-020-00104/001 Karte                 | Gulfhaus (Gulfhaus) Wohnteil mit Scheune durch Zwischenbau verbunden. Wohnteil: eingeschossiger Putzbau mit Drempel. Gliederung durch Lisenen, Gesimse, Fensterrahmungen und Verdachungen. Erbaut um 1900. Einzeldenkmal gemäß § 3.2 NDSchG | um 1900                        |                  | 45702100149      |
| BW | Wohnhaus                                                        | Weener Bahnhofstraße 8 Flurstück: 031802-020-00597/106 Karte                 | Wohnhaus Freistehender, 1 ⁄2-geschossiger Ziegelbau mit zweigeschossiger Mittelrisalit. Farblich abgesetzte Gesims- und Lisenengliederung. Erbaut Ende 19. Jahrhundert; Einzeldenkmal gemäß § 3.2 NDSchG | Ende 19. Jahrhundert           |                  | 45702100034      |
| BW | Villa                                                           | Weener Bahnhofstraße 12 Flurstück: 031802-020-00107/012 Karte                | Villa zweigeschossiger kubischer Ziegelbau. Im Osten gebrochener Parterre-Erker. Relativ aufwendige, farblich abgesetzte Gesims- und Lisenengliederung. Erbaut Ende 19. Jahrhundert; Einzeldenkmal gemäß § 3.2 NDSchG | Ende 19. Jahrhundert           |                  | 45702100033      |
| Schule, ehemalige | Schule, ehemalige                                               | Weener Beningaweg 2 Flurstück: 031802-020-00095/001 Karte                    | Schule, ehemalige zweigeschossiger Ziegelbau auf hohem Sockel. Eingang über Freitreppe mit Sandsteinstufen. Gliederung durch Lisenen und Gesimse. Erbaut Ende 19. Jahrhundert; Einzeldenkmal gemäß § 3.2 NDSchG | Ende 19. Jahrhundert           |                  | 45702100148      |
| Gulfhaus (Gulfhaus) | Gulfhaus (Gulfhaus)                                             | Weener Beschotenweg 2 Flurstück: 031704-001-00088/001 Karte                  | Gulfhaus (Gulfhaus) Wohnteil, eingeschossiger Ziegelbau unter Satteldach quer vor der Scheune stehend. Gegliedert durch Mittelrisalit, Lisenen und Gesimse. Ehemals wohl mit kleinem Laden. Erbaut 1898. Einzeldenkmal gemäß § 3.2 NDSchG | 1898                           |                  | 45702100386      |
| BW | Wohn-/Wirtschaftsgebäude (Landarbeiterhaus)                     | Weener Broeksgaste 2 Flurstück: 031802-001-00036/005 Karte                   | Wohn-/Wirtschaftsgebäude (Landarbeiterhaus) eingeschossiger Ziegelbau mit Steilgiebel. Fenster mit segmentbogigen Stürzen. Erbaut 2. Hälfte 19. Jahrhundert; Einzeldenkmal gemäß § 3.2 NDSchG | 2. Hälfte 19. Jahrhundert      |                  | 45702100387      |
| Packhaus | Packhaus                                                        | Weener Burgstraße 1 Flurstück: 031802-004-00086/004 Karte                    | Packhaus Giebelständiger zweigeschossiger Ziegelbau. Giebel mit Aufsätzen und Dreiecksmauerung. Klötzchenfries. Blockrahmenfenster. 18. Jahrhundert; Bedeutung: historisch, wissenschaftlich, städtebaulich; wesentliche Begründung: 4.6; Gruppe gemäß § 3.3 NDSchG; in Gruppe baulicher Anlagen: 457021Gr0005 | 18. Jahrhundert                |                  | 45702100080      |
| Wohnhaus | Wohnhaus                                                        | Weener Burgstraße 3 Flurstück: 031802-004-00086/006 Karte                    | Wohnhaus Giebelständiger eingeschossiger Ziegelbau mit Drempel und 2 Giebelkaminen. Giebel mit Dreiecksmauerung, Straßengiebel verputzt. Klötzchenfries. Erbaut 18. Jahrhundert; Bedeutung: historisch, wissenschaftlich, städtebaulich; wesentliche Begründung: 4.6; Gruppe gemäß § 3.3 NDSchG; in Gruppe baulicher Anlagen: 457021Gr0005 | 18. Jahrhundert                |                  | 45702100079      |
| weitere Bilder | Siel (Weener Siel)                                              | Weener Emsstraße Flurstück: 031802-003-00129/005 Karte                       | Siel (Weener Siel) Massives Gewölbesiel aus Ziegelmauerwerk, Seitenflügel geschwungen, Außensiel mit neuerer Sandsteinabdeckung. Siel erbaut 1748 (Inschriftentafel) und 1981 erneuert. Bedeutung: historisch, wissenschaftlich, städtebaulich; Einzeldenkmal gemäß § 3.2 NDSchG; in Gruppe baulicher Anlagen: 457021Gr0005 | 1748                           |                  | 457021.00199     |
| weitere Bilder | Brücke (Eisenbahnbrücke [Friesenbrücke/Ems])                    | Weener Friesenstraße Flurstück: 031802-00054/011 Karte                       | Brücke (Eisenbahnbrücke [Friesenbrücke/Ems]) Auf gemauerten Pfeilern ruhende Stahlträgerbrücke. Schiffsdurchlass über Zahnradkranz klappbar. Erbaut 1924/1926, erneuert 1950/1951. (s. auch DGK 2810/12, Gemeinde Westoverledingen). Bedeutung: historisch, wissenschaftlich; wesentliche Begründung: 1.11 geschichtliche Bedeutung aufgrund des Zeugnis- und Schauwertes für Wirtschafts- und Technikgeschichte; Einzeldenkmal gemäß § 3.2 NDSchG; in Gruppe baulicher Anlagen: 457021Gr0011 nach Zerstörung seit 2021 in Neuerrichtung    | 1924/1926, 1950/1951           |                  | 457021.00158     |
| weitere Bilder | Friedhof (Jüdischer Friedhof)                                   | Weener Buchenweg Flurstück: 031802-019-00037/021 Karte                       | Friedhof (Jüdischer Friedhof) mit: Baumbestand; Friedhof mit 23 Grabsteinen und ca. 60 kleinen Sandsteintafeln aus der Zeit um 1900 bis in die 1930er Jahre. Im nördlichen Teil Lindenallee, im südl. Teil Reihung v. Kastanien; Bedeutung: historisch; wesentliche Begründung: 1.01 geschichtliche Bedeutung im Rahmen von Ortsgeschichte; konstituierender Bestandteil einer Gruppe gemäß § 3.3 NDSchG; in Gruppe baulicher Anlagen: 457021Gr0016                                                                                         | um 1900                        |                  | 457021.00189M001 |
| BW | Wohnhaus                                                        | Weener Graf-Edzard-Straße 2 Flurstück: 031802-020-00111/006 Karte            | Wohnhaus 1 ⁄2-geschossiger traufständiger Ziegelbau mit zweigeschossigem Quertrakt. Schaufassaden mit Stuckgliederung. 1905. Einzeldenkmal gemäß § 3.2 NDSchG | 1905                           |                  | 45702100031      |
| weitere Bilder | Wasserturm                                                      | Weener Gräfin-Theda-Weg 3 Flurstück: 031802-020-00292/113 Karte              | Wasserturm Runder, gedrungener Ziegelbau. Sockel mit Horizontalfugen, Schaft mit Lisenen. Über getrepptem Gesims vorkragender Kopf mit Feldergliederung unter Zeltdach. Um 1920/1930. Einzeldenkmal gemäß § 3.2 NDSchG | um 1920/1930                   |                  | 45702100030      |
| weitere Bilder | Friedhof (Jüdischer Friedhof)                                   | Weener Unnerlohne / Graf-Ulrich-Straße Flurstück: 031802-013-00039/000 Karte | Friedhof (Jüdischer Friedhof) Friedhof mit Baumbestand und einfriedigender Hecke mit ca. 76 Grabsteinen. Überwiegend aus der Zeit um 1870 bis ca. 1900. Ältester Stein von 1830. Belegungsweise. Bedeutung: historisch; wesentliche Begründung: 1.01 geschichtliche Bedeutung im Rahmen von Ortsgeschichte; Gruppe gemäß § 3.3 NDSchG; in Gruppe baulicher Anlagen: 457021Gr0017 | 19. Jahrhundert                |                  | 45702100357      |
| Brückenwärterhaus (Emsbrücke) | Brückenwärterhaus (Emsbrücke)                                   | Weener Hilkenborger Straße Flurstück: 031802-014-00008/008 Karte             | Brückenwärterhaus (Emsbrücke) zweigeschossiger Ziegelbau unter flachem Walmdach. Plastisches Traufgesims mit Ziegelornamenten. Bedeutung: historisch, wissenschaftlich; wesentliche Begründung: 1.06 geschichtliche Bedeutung aufgrund des Zeugnis- und Schauwertes durch beispielhafte Ausprägung eines Stils und / oder Gebäudetypus; Gruppe gemäß § 3.3 NDSchG; in Gruppe baulicher Anlagen: 457021Gr0011 |                                |                  | 45702100159      |
| Wohnhaus (Pfarrhaus, ehemaliges) | Wohnhaus (Pfarrhaus, ehemaliges)                                | Weener Kirchplatz 1 Flurstück: 031802-008-00434/102 Karte                    | Wohnhaus (Pfarrhaus, ehemaliges) eingeschossiger traufständiger Ziegelbau, zur Straße mit Zwerchhaus. Rückwärtig kleiner Seitenflügel. Ende 19. Jahrhundert; Sockel und Keller (im Süden) wohl spätmittelalterlich; Gruppe gemäß § 3.3 NDSchG | Ende 19. Jahrhundert           |                  | 45702100115      |
| Wohnhaus (Pfarrhaus) | Wohnhaus (Pfarrhaus)                                            | Weener Kirchplatz 2 Flurstück: 031802-008-00431/083 Karte                    | Wohnhaus (Pfarrhaus) Wuchtiger zweigeschossiger Ziegelbau mit Mittelrisalit. Gliederung durch Gesimse und Ecklisenen. 1889; eingeschossiger Anbau im Westen, Anfang 20. Jahrhundert; Bedeutung: historisch, wissenschaftlich, städtebaulich; wesentliche Begründung: 4.1; konstituierender Bestandteil einer Gruppe gemäß § 3.3 NDSchG | 1889                           |                  | 457021.00116     |
| weitere Bilder | Kirche (Georgskirche, ev.-ref.)                                 | Weener Kirchplatz 3 Flurstück: 031802-008-00100/004 Karte                    | Kirche (Georgskirche, ev.-ref.) mit: Innenausstattung, Kirchhof, Grabplatten; einschiffiger Backsteinbau mit polygonalem gewölbtem Chor(1462). Das Schiff nach Brand 1492 auf den Resten eines Baus des 13. Jahrhunderts wiedererrichtet; Anbau des nördlichen Querarmes 1893. Bedeutung: historisch, künstlerisch, wissenschaftlich, städtebaulich; wesentliche Begründung: 1.05 geschichtliche Bedeutung aufgrund des Zeugnis- und Schauwertes für Bau- und Kunstgeschichte; konstituierender Bestandteil einer Gruppe gemäß § 3.3 NDSchG | 1230 und später                |                  | 457021.00106M001 |
| Villa | Villa                                                           | Weener Kommerzienrat-Hesse-Straße 17 Flurstück: 031802-020-00069/007 Karte   | Villa zweigeschossiger Klinkerbau mit turmartigem Eckvorbau zur Straße. Gliederung durch farblich abgesetzte Gesimse und Fensterrahmungen. Dachfläche durch Gauben aufgelockert. Um 1930. Bedeutung: historisch, wissenschaftlich; wesentliche Begründung: 1.06 geschichtliche Bedeutung aufgrund des Zeugnis- und Schauwertes durch beispielhafte Ausprägung eines Stils und / oder Gebäudetypus; Einzeldenkmal gemäß § 3.2 NDSchG | um 1930                        |                  | 457021.00138     |
| [[Vorlage:Bilderwunsch/code!/C:53.15663,7.370685!/D:Flugzeughalle, ehemalige (sogen. „Landsburg“ [Bundeswehrdepot]), Landsburg Flurstück: -!/\|BW]] | Flugzeughalle, ehemalige (sogen. „Landsburg“ [Bundeswehrdepot]) | Weener Landsburg Flurstück: - Karte                                          | Flugzeughalle, ehemalige (sogen. „Landsburg“ [Bundeswehrdepot]) Dreiseitanlage mit „Gulfhofcharakter“ und Backsteinfassaden. Als landwirtschaftlicher Betrieb getarnte Produktionsstätte der Flugzeugzuliefererfirma "Theodor Klatte", 1939/1940 erbaut; konstituierender Bestandteil einer Gruppe gemäß § 3.3 NDSchG; in Gruppe baulicher Anlagen: 457021Gr0023 | 1939/1940                      |                  | 457021.00396     |
| [[Vorlage:Bilderwunsch/code!/C:53.156728,7.371361!/D:Halle, Montagehalle II (sogen. „Landsburg“ [Bundeswehrdepot]), Landsburg Flurstück: -!/\|BW]]  | Halle, Montagehalle II (sogen. „Landsburg“ [Bundeswehrdepot])   | Weener Landsburg Flurstück: - Karte                                          | Halle, Montagehalle II (sogen. „Landsburg“ [Bundeswehrdepot]) Einseitig geöffnete Holz-Fachwerk-Binderkonstruktion in Remisenform, 1939/1940. Teil des als landwirtschaftlichen Betrieb getarnten Produktionsstandortes des Rüstungsunternehmen „Theodor Klatte“ (Flugzeugbau); konstituierender Bestandteil einer Gruppe gemäß § 3.3 NDSchG; in Gruppe baulicher Anlagen: 457021Gr0023 | 1939/1940                      |                  | 457021.00398     |
| [[Vorlage:Bilderwunsch/code!/C:53.156667,7.371315!/D:Halle, Montagehalle I (sogen. „Landsburg“ [Bundeswehrdepot]), Landsburg Flurstück: -!/\|BW]]   | Halle, Montagehalle I (sogen. „Landsburg“ [Bundeswehrdepot])    | Weener Landsburg Flurstück: - Karte                                          | Halle, Montagehalle I (sogen. „Landsburg“ [Bundeswehrdepot]) Einseitig geöffnete Holz-Fachwerk-Binderkonstruktion in Remisenform, 1939/1940. Teil des als landwirtschaftlichen Betrieb getarnten Produktionsstandortes d. Rüstungsunternehmens „Theodor Klatte“ (Flugzeugbau); konstituierender Bestandteil einer Gruppe gemäß § 3.3 NDSchG; in Gruppe baulicher Anlagen: 457021Gr0023 | 1939/1940                      |                  | 457021.00399     |
| weitere Bilder | Wohn-/Geschäftshaus                                             | Weener Neue Straße 2 Flurstück: 031802-006-00109/055 Karte                   | Wohn-/Geschäftshaus zweigeschossiger, zum Teil verputzter Eckbau, auf der Rückseite einspringend. Wandgliederung durch umlaufendes Traufgesims. Rückseite zum Teil mit Blockrahmenfenster. Erbaut 1. Hälfte 19. Jahrhundert; Einzeldenkmal gemäß § 3.2 NDSchG | 1. Hälfte 19. Jahrhundert      |                  | 45702100127      |
| weitere Bilder | Wohnhaus                                                        | Weener Neue Straße 4 Flurstück: 031802-006-00057/002 Karte                   | Wohnhaus eingeschossiger Ziegelbau mit Drempel. Gliederung durch Rundbogenfenster mit leichten Verdachungen, Ecklisenen und Gesimse. Erbaut um 1880. Einzeldenkmal gemäß § 3.2 NDSchG | um 1880                        |                  | 45702100128      |
| weitere Bilder | Villa (Villa Bärchen)                                           | Weener Neue Straße 12 Flurstück: 031802-006-00076/007 Karte                  | Villa (Villa Bärchen) zweigeschossiger Putzbau in neugotischen Formelementen mit Drempel. Wandflächen durch Vor- und Rücksprünge stark belebt. Zur Straße turmartiger Parterre-Erker. Erbaut 1861. Einzeldenkmal gemäß § 3.2 NDSchG | 1861                           |                  | 45702100129      |
| Wohnhaus | Wohnhaus                                                        | Weener Neue Straße 20 Flurstück: 031802-007-00019/009 Karte                  | Wohnhaus Giebelständiger 1 ⁄2-geschossiger Rohziegelbau unter Satteldach mit Geschossgesims und Ortgang in Ziegelziersetzung. Rückwärtiger Hausteil wohl ehemaliger Wirtschaftsteil, 1987 umgebaut, Wohnteil wandfeste Innenausstattung. Einzeldenkmal gemäß § 3.2 NDSchG | 1987 und älter                 |                  | 45702100365      |
| weitere Bilder | Leichenhalle (Krankenhaus)                                      | Weener Neue Straße 22a Flurstück: 031802-007-00060/018 Karte                 | Leichenhalle (Krankenhaus) eingeschossiger quadratischer Ziegelbau unter Pyramidendach mit Laterne. Südost-Ecke eingezogen, mit hölzerner Kassettendecke Säulen, hölzerner Brüstung und Sitzbänken. Erbaut um 1915. Einzeldenkmal gemäß § 3.2 NDSchG | um 1915                        |                  | 45702100130      |
| weitere Bilder | Armenhaus, ehemaliges (Rheiderlandmuseum)                       | Weener Neue Straße 26 Flurstück: 031802-007-00017/002 Karte                  | Armenhaus, ehemaliges (Rheiderlandmuseum) U-förmige Anlage. Eingeschossiger Ziegelbau mit Lisenen und Blockrahmenfenster. Eingangsportal und Zwerchhaus mit Schweifgiebel. Erbaut 1791. Einzeldenkmal gemäß § 3.2 NDSchG | 1791                           |                  | 45702100131      |
| Wohnhaus | Wohnhaus                                                        | Weener Neue Straße 28 Flurstück: 031802-007-00008/005 Karte                  | Wohnhaus eingeschossiger Ziegelbau mit Giebelkamin. Gliederung durch Klötzchengesims, zum Teil Blockrahmenfenster. Im Süden Küche mit alten Bosen und Backofen. Datiert 1855. Einzeldenkmal gemäß § 3.2 NDSchG | 1855                           |                  | 45702100132      |
| Wohnhaus | Wohnhaus                                                        | Weener Neue Straße 30 Flurstück: 031802-007-00008/005 Karte                  | Wohnhaus Seitenflurhaus. Eingeschossiger Ziegelbau mit hochgezogener Giebelwand und Abschlussgesims. Blockrahmenfenster. Mitte 19. Jahrhundert; Einzeldenkmal gemäß § 3.2 NDSchG | Mitte 19. Jahrhundert          |                  | 45702100133      |
| weitere Bilder | Wohnhaus                                                        | Weener Neue Straße 31 Flurstück: 031802-008-00018/002 Karte                  | Wohnhaus Schmales langgestrecktes Seitenflurhaus. Eingeschossiger Ziegelbau mit Klötzchengesims entlang der Traufe. Fenster und Tür mit segmentbogigen Stürzen. Erbaut 2. Hälfte 19. Jahrhundert; Einzeldenkmal gemäß § 3.2 NDSchG | 2. Hälfte 19. Jahrhundert      |                  | 45702100136      |
| weitere Bilder | Kirche (St.Joseph, kath.)                                       | Weener Neue Straße 32 Flurstück: 031802-007-00008/005 Karte                  | Kirche (St.Joseph, kath.) Einschiffiger Ziegelbau mit Balkendecke. Eingang leic ht vorgezogen. Traufwände durch gekuppelte Rundbogenfenster und Gesimse gegliedert. Erbaut um 1890. Einzeldenkmal gemäß § 3.2 NDSchG | um 1890                        |                  | 45702100134      |
| weitere Bilder | Wohnhaus                                                        | Weener Neue Straße 46 Flurstück: 031802-007-00006/002 Karte                  | Wohnhaus zweigeschossiger Putzbau mit Fugenschnitt. Gliederung durch feinprofilierte Gesimse, Lisenen, Fensterumrahmungen und Verdachungen. Erbaut um 1880; rückwärtig kleiner Anbau. Einzeldenkmal gemäß § 3.2 NDSchG | um 1880                        |                  | 45702100135      |
| weitere Bilder | Wohnhaus                                                        | Weener Neue Straße 50 Flurstück: 031802-007-00001/006 Karte                  | Wohnhaus eingeschossiger Putzbau mit Drempel. Gliederung durch Ecklisenen, Gesimse, Fensterverdachungen sowie Brüstungsfelder in Stuck. Kleiner Vorbau zur Straße. Erbaut um 1900. Einzeldenkmal gemäß § 3.2 NDSchG | um 1900                        |                  | 45702100137      |
| weitere Bilder | Kirchhofpforte (Kaakbogen)                                      | Weener Norderstraße Flurstück: 031802-008-00096/004 Karte                    | Kirchhofpforte (Kaakbogen) Zugang vom Kaakplatz zum Kirchhof. Ziegelbau mit Werksteinstücken. Korbbogige Durchfahrt mit geschweiftem Giebel. Mitte 18. Jahrhundert; Bedeutung: historisch, wissenschaftlich, städtebaulich; wesentliche Begründung: 4.1; konstituierender Bestandteil einer Gruppe gemäß § 3.3 NDSchG | Mitte 18. Jahrhundert          |                  | 457021.00107     |
| Siel (Kleines Weener Siel) | Siel (Kleines Weener Siel)                                      | Weener Norderstraße Flurstück: - Karte                                       | Siel (Kleines Weener Siel) Das Sieltief verläuft als kanalisierter Graben auf der Grundstücksgrenze der Häuser Norderstr. 83 und 85 zwischen den seitlichen Hauswänden und entwässert in das Hafenbecken. Mitte 19. Jahrhundert; Bedeutung: historisch, wissenschaftlich, städtebaulich; wesentliche Begründung: 4.6; konstituierender Bestandteil einer Gruppe gemäß § 3.3 NDSchG; in Gruppe baulicher Anlagen: 457021Gr0005 | Mitte 19. Jahrhundert          |                  | 457021.00198     |
| weitere Bilder | Wohnhaus, ehemaliges                                            | Weener Norderstraße 1 Flurstück: 031802-008-00096/010 Karte                  | Wohnhaus, ehemaliges mit: Hinterhaus; eingeschossiger giebelständiger Putzbau unter Mansard-Halbwalmdach. Im Kern wohl Anfang 19. Jahrhundert; Hinterhaus: zweigeschossiger Ziegelbau mit Gesimsen und Lisenen. Erbaut Ende 19. Jahrhundert; Bedeutung: historisch, wissenschaftlich, städtebaulich; wesentliche Begründung: 4.1; konstituierender Bestandteil einer Gruppe gemäß § 3.3 NDSchG | Ende 19. Jahrhundert           |                  | 457021.00108M001 |
| weitere Bilder | Wohnhaus, ehemaliges                                            | Weener Norderstraße 3 Flurstück: 031802-008-00096/009 Karte                  | Wohnhaus, ehemaliges Kleiner eingeschossiger giebelständiger Ziegelbau, Giebel verputzt. Traufseite Klötzchenfries. Im Kern wohl noch 18. Jahrhundert; Gruppe gemäß § 3.3 NDSchG | 18. Jahrhundert                |                  | 45702100109      |
| weitere Bilder | Wohn-/Geschäftshaus                                             | Weener Norderstraße 5 Flurstück: 031802-008-00095/004 Karte                  | Wohn-/Geschäftshaus zweigeschossiger Ziegelbau mit abgeschrägter Ecke. Stuckgliederung durch Eckquaderung, Gesimse und Fensterrahmungen. Um 1900; Gruppe gemäß § 3.3 NDSchG | um 1900                        |                  | 45702100110      |
| weitere Bilder | Glockenturm                                                     | Weener Norderstraße 6a Flurstück: 031802-005-00070/000 Karte                 | Glockenturm Hoher, quadratischer Ziegelbau mit Lisenen und profiliertem Kranzgesims unter Pyramidendach mit kleiner Laterne. 1738. Bedeutung: historisch, wissenschaftlich, städtebaulich; wesentliche Begründung: 4.2; Gruppe gemäß § 3.3 NDSchG; in Gruppe baulicher Anlagen: 457021Gr0006 | 1738                           |                  | 45702100104      |
| weitere Bilder | Friedhof, ev.-ref.                                              | Weener Norderstraße 6a Flurstück: 031802-005-00071/002 Karte                 | Friedhof, ev.-ref. Durch Baumreihe begrenzter, zum Teil ummauerter Friedhof mit älteren Grabsteinen, am Westrand Glockenturm. Nördlich und südlich des Glockenturmes Grabplattenfeld mit Grabplatten des 18. Jahrhunderts; Bedeutung: historisch, wissenschaftlich, städtebaulich; wesentliche Begründung: 1.01 geschichtliche Bedeutung im Rahmen von Ortsgeschichte; Gruppe gemäß § 3.3 NDSchG; in Gruppe baulicher Anlagen: 457021Gr0006                                                                                                 |                                |                  | 45702100191      |
| weitere Bilder | Wohnhaus                                                        | Weener Norderstraße 7 Flurstück: 031802-008-00094/002 Karte                  | Wohnhaus zweigeschossiger giebelständiger Ziegelbau mit Stuckgliederung durch Eckquaderung, Gesimse und Fensterumrandungen. Um 1900; Gruppe gemäß § 3.3 NDSchG | um 1900                        |                  | 45702100111      |
| weitere Bilder | Wohnhaus                                                        | Weener Norderstraße 9 Flurstück: 031802-008-00093/002 Karte                  | Wohnhaus Schmales, giebelständiges Seitenflurhaus. Eingeschossiger Bau mit Drempel. Im Kern angeblich 1750; Straßengiebel mit rundbogigen Öffnungen, verputzt. Ende 19. Jahrhundert; Gruppe gemäß § 3.3 NDSchG | Ende 19. Jahrhundert           |                  | 45702100112      |
| weitere Bilder | Wohnhaus                                                        | Weener Norderstraße 11 Flurstück: 031802-008-00092/002 Karte                 | Wohnhaus Giebelständiger eingeschossiger, nachträglich verputzter Bau. Im Kern wohl 19. Jahrhundert; Gruppe gemäß § 3.3 NDSchG | 19. Jahrhundert                |                  | 45702100113      |
| weitere Bilder | Wohnhaus                                                        | Weener Norderstraße 13 Flurstück: 031802-008-00234/090 Karte                 | Wohnhaus eingeschossiger giebelständiger Ziegelbau unter Halbwalmdach mit schmalerem Hinterflügel. Klötzchenfries an den Traufen. Wohl noch 18. Jahrhundert; Straßengiebel erneuert; Gruppe gemäß § 3.3 NDSchG | 18. Jahrhundert                |                  | 45702100120      |
| weitere Bilder | Wohnhaus                                                        | Weener Norderstraße 15 Flurstück: 031802-008-00421/088 Karte                 | Wohnhaus Traufständiger zweigeschossiger, bis auf die Rückseite verputzter Ziegelbau. Fassade mit Quaderfugen und Konsolgesims. Erbaut Mitte 19. Jahrhundert; Einzeldenkmal gemäß § 3.2 NDSchG | Mitte 19. Jahrhundert          |                  | 45702100119      |
| weitere Bilder | Wohnhaus                                                        | Weener Norderstraße 16 Flurstück: 031802-005-00063/002 Karte                 | Wohnhaus mit: Hinterhaus; Giebelständiger 1-geschossiger, nachträglich verputzter Bau mit Drempel unter Halbwalmdach. Anfang 19. Jahrhundert; Um 1900 Umbau und Anbau eines villenartigen zweigeschossigen Hinterhauses. Bedeutung: historisch, wissenschaftlich; wesentliche Begründung: 1.06 geschichtliche Bedeutung aufgrund des Zeugnis- und Schauwertes durch beispielhafte Ausprägung eines Stils und / oder Gebäudetypus; Einzeldenkmal gemäß § 3.2 NDSchG                                                                          | Anfang 19. Jahrhundert         |                  | 457021.00103M001 |
| weitere Bilder | Villa (Organeum)                                                | Weener Norderstraße 18 Flurstück: 031802-005-00058/005 Karte                 | Villa (Organeum) Wuchtiger zweigeschossiger Putzbau mit gebrochenem seitl ichen Stand-Erker. Obergeschoss mit Spitzbogenfenster. Straßenwirksame Fassadenteile mit reichem, neugotischen Dekor. Innenausmalung. Erbaut 1860/1870. Einzeldenkmal gemäß § 3.2 NDSchG | 1860/1870                      |                  | 45702100102      |
| weitere Bilder | Wohnhaus                                                        | Weener Norderstraße 19 Flurstück: 031802-008-00081/007 Karte                 | Wohnhaus eingeschossiger giebelständiger Ziegelbau. Straßengiebel mit Horizontal-Gesimsen. Steinkreuzfenster mit Entlastungsbögen 1954 rekonstruiert. Datierte Hausmarke von 1660. Einzeldenkmal gemäß § 3.2 NDSchG | 1660                           |                  | 45702100118      |
| weitere Bilder | Wohn-/Geschäftshaus                                             | Weener Norderstraße 20 Flurstück: 031802-005-00055/002 Karte                 | Wohn-/Geschäftshaus 2 1⁄2-geschossiger kubischer Ziegelbau unter Vollwalmdach. Erbaut Anfang 19. Jahrhundert; vorderer Teil um 1870 verputzt (Traufgesims, Fensterumrandungen, Rundbogenfenster im EG). Einzeldenkmal gemäß § 3.2 NDSchG | Anfang 19. Jahrhundert         |                  | 45702100101      |
| weitere Bilder | Wohnhaus                                                        | Weener Norderstraße 28 Flurstück: 031802-005-00045/004 Karte                 | Wohnhaus Stattlicher zweigeschossiger giebelständiger Ziegelbau mit Vollwalmdach. Straßenwirksame Fassadenteile mit Rundbogen-Fenstern, verputzt mit Lisenen, Gesimsen und Verdachungen. Um 1870/1880. Einzeldenkmal gemäß § 3.2 NDSchG | 1870/1880                      |                  | 45702100100      |
| weitere Bilder | Wohnhaus                                                        | Weener Norderstraße 29 Flurstück: 031802-008-00071/007 Karte                 | Wohnhaus zweigeschossiger Ziegelbau unter hohem Walmdach mit Rokoko-Tür. Um 1760; Straßenfront mit Quaderputz und profilierten Fensterrahmungen, um 1900; rückwärtiger Wirtschaftsteil abgebrochen. Einzeldenkmal gemäß § 3.2 NDSchG | um 1760                        |                  | 45702100117      |
| Wohnhaus | Wohnhaus                                                        | Weener Norderstraße 32 Flurstück: 031802-005-00041/002 Karte                 | Wohnhaus zweigeschossiger giebelständiger Ziegelbau unter Vollwalmdach mit hölzernem Kranzgesims. Blockrahmenfenster. Rückwärtig schmaler L-formiger Flügel mit Dielentor. Anfang 19. Jahrhundert; Einzeldenkmal gemäß § 3.2 NDSchG | Anfang 19. Jahrhundert         |                  | 45702100099      |
| Wohnhaus | Wohnhaus                                                        | Weener Norderstraße 34 Flurstück: 031802-005-00035/002 Karte                 | Wohnhaus Wuchtiger zweigeschossiger giebelständiger Ziegelbau unter abgewalmtem Dach. Hochgezogene Giebelmauer mit Holzgesims. Mitte 19. Jahrhundert; rückwärtiger Anbau verändert. Einzeldenkmal gemäß § 3.2 NDSchG | Mitte 19. Jahrhundert          |                  | 45702100098      |
| BW | Wohn-/Geschäftshaus                                             | Weener Norderstraße 41a Flurstück: 031802-006-00055/002 Karte                | Wohn-/Geschäftshaus zweigeschossiger, zum Teil verputzter Eckbau, auf der Rückseite einspringend. Wandgliederung durch umlaufendes Traufgesims, Rückseite zum Teil mit Holzblockrahmenfenster, erbaut 1. Hälfte 19. Jahrhundert; Einzeldenkmal gemäß § 3.2 NDSchG | 1. Hälfte 19. Jahrhundert      |                  | 45702100190      |
| Wohnhaus | Wohnhaus                                                        | Weener Norderstraße 42 Flurstück: 031802-005-00137/022 Karte                 | Wohnhaus Gulfhausähnlicher Baukörper. zweigeschossiger Ziegelbau unter Halbwalmdach. Absschlussgesims, Eckquaderung und Eingangsrahmung. Erbaut 1821. Einzeldenkmal gemäß § 3.2 NDSchG | 1821                           |                  | 45702100126      |
| Wohnhaus | Wohnhaus                                                        | Weener Norderstraße 43 Flurstück: 031802-006-00054/002 Karte                 | Wohnhaus Giebelständiger zweigeschossiger Ziegelbau. Giebel nachträglich verputzt, Erdgeschoss mit Scheinquaderung. Traufen im Obergeschoss zum Teil mit Blockrahmenfenstern. Rückgiebel mit Dreiecksmauerung. 1. Hälfte 19. Jahrhundert; Einzeldenkmal gemäß § 3.2 NDSchG | 1. Hälfte 19. Jahrhundert      |                  | 45702100152      |
| Wohnhaus | Wohnhaus                                                        | Weener Norderstraße 45 Flurstück: 031802-006-00143/052 Karte                 | Wohnhaus Schmaler zweigeschossiger Ziegelbau unter Walmdach mit schlichtem Traufgesims. Im Obergeschoss Blockrahmenfenster. Eingangsumrahmung im Sockel aus Sandstein. Erbaut 1. Hälfte 19. Jahrhundert; Einzeldenkmal gemäß § 3.2 NDSchG | 1. Hälfte 19. Jahrhundert      |                  | 45702100153      |
| Villa | Villa                                                           | Weener Norderstraße 55 Flurstück: 031802-006-00041/004                       | Villa eingeschossiger Putzbau auf hohem Sockel mit differenziertem Aufriss unter steilen Mansarddächern. Gliederung zum Teil in Klinkermauerwerk. Im Treppenhaus bleiverglaste Jugendstilfenster. Um 1915. Einzeldenkmal gemäß § 3.2 NDSchG | um 1915                        |                  | 45702100154      |
| weitere Bilder | Wohnhaus                                                        | Weener Norderstraße 56 Flurstück: 031802-004-00123/002 Karte                 | Wohnhaus eingeschossiger giebelständiger Ziegelbau unter Schweifgiebel mit Aufsatz, Blumengirlanden und Voluten. Angeblich 1719 erbaut; erneuert 1805. Restaurierung 2014, Rückwärtig neuer Wirtschaftsanbau. Einzeldenkmal gemäß § 3.2 NDSchG | 1719?/1805                     |                  | 45702100123      |
| weitere Bilder | Wohnhaus                                                        | Weener Norderstraße 60 Flurstück: 031802-004-00126/002                       | Wohnhaus Zweigeschossiger giebelständiger Ziegelbau unter Halbwalmdach, Anfang 19. Jahrhundert; Giebel mit Quaderputz, profilierten Fenstergewänden und Abschlussgesims, um 1900. Gulfscheune von 1872, verändert. Einzeldenkmal gemäß § 3.2 NDSchG | Anfang 19. Jahrhundert         |                  | 45702100122      |
| weitere Bilder | Wohnhaus                                                        | Weener Norderstraße 61 Flurstück: 031802-006-00036/002 Karte                 | Wohnhaus eingeschossiger Ziegelbau unter Satteldach mit mittigem Zwerchhaus. Das Wohnhaus von 1951 nimmt alte Bauformen, unter Verwendung der Spolien aus gleicher Zeit, von 1702 wieder auf. Einzeldenkmal gemäß § 3.2 NDSchG | 1951                           |                  | 45702100381      |
| Wohnhaus | Wohnhaus                                                        | Weener Norderstraße 62 Flurstück: 031802-004-00129/002 Karte                 | Wohnhaus mit: Hinterhaus; zweigeschossiger giebelständiger Ziegelbau unter Vollwalmdach. Walmtraufe mit Konsolgesims, Traufen mit Klötzchenfries. Fenster zum Teil mit Holzblockrahmen. Eingeschossiges Hinterhaus. Anfang 19. Jahrhundert; Bedeutung: historisch, wissenschaftlich; wesentliche Begründung: 1.06 geschichtliche Bedeutung aufgrund des Zeugnis- und Schauwertes durch beispielhafte Ausprägung eines Stils und / oder Gebäudetypus; Einzeldenkmal gemäß § 3.2 NDSchG                                                       | Anfang 19. Jahrhundert         |                  | 457021.00121M001 |
| weitere Bilder | Wohnhaus                                                        | Weener Norderstraße 63 Flurstück: 031802-006-00031/003 Karte                 | Wohnhaus mit: Kutschenhaus, Gartenanlage; zweigeschossiger kubischer Ziegelbau unter Walmdach. Straßenseite mit Sandsteinverkleidung. Gliederung durch Lisenen und Traufgesims. Landschaftstapete! Um 1813/1814; seitlich Remise mit glasierten Dachziegeln. Bedeutung: historisch, wissenschaftlich; wesentliche Begründung: 1.06 geschichtliche Bedeutung aufgrund des Zeugnis- und Schauwertes durch beispielhafte Ausprägung eines Stils und / oder Gebäudetypus; Einzeldenkmal gemäß § 3.2 NDSchG                                      | um 1813/1814                   |                  | 457021.00156M001 |
| weitere Bilder | Wohnhaus                                                        | Weener Norderstraße 67 Flurstück: 031802-006-00027/002 Karte                 | Wohnhaus zweigeschossiger kubischer Ziegelbau auf Sandsteinsockel. Gliederung durch hölzernes Traufgesims, Türrahmung und Freitreppe aus Sandstein. Blockrahmenfenster. Erbaut 1. Hälfte 19. Jahrhundert; Einzeldenkmal gemäß § 3.2 NDSchG | 1. Hälfte 19. Jahrhundert      |                  | 45702100157      |
| Wohnhaus | Wohnhaus                                                        | Weener Norderstraße 75 Flurstück: 031802-006-00013/002 Karte                 | Wohnhaus zweigeschossiger giebelständiger, verputzter Bau. Giebel abgewalmt mit Gesims. Erbaut wohl um 1800; stärker verändert. Bedeutung: historisch, wissenschaftlich, städtebaulich; wesentliche Begründung: 4.6; Gruppe gemäß § 3.3 NDSchG; in Gruppe baulicher Anlagen: 457021Gr0005 | um 1800                        |                  | 45702100072      |
| Wohnhaus | Wohnhaus                                                        | Weener Norderstraße 76 Flurstück: 031802-004-00152/002 Karte                 | Wohnhaus 1 ⁄2-geschossiger giebelständiger Bau unter Halbwalmdach. Um 1900 verputzt, mit profilierten Fensterrahmungen; linke Traufseite stark verändert. Bedeutung: historisch, wissenschaftlich, städtebaulich; wesentliche Begründung: 4.6; Gruppe gemäß § 3.3 NDSchG; in Gruppe baulicher Anlagen: 457021Gr0005 | um 1900                        |                  | 45702100073      |
| Wohnhaus | Wohnhaus                                                        | Weener Norderstraße 77 Flurstück: 031802-006-00012/002 Karte                 | Wohnhaus zweigeschossiger giebelständiger Ziegelbau. Fassade abgewalmt und neu verputzt. Wohl noch 18. Jahrhundert; Fassade im Stil Mitte 19. Jahrhundert; Bedeutung: historisch, wissenschaftlich, städtebaulich; wesentliche Begründung: 4.6; Gruppe gemäß § 3.3 NDSchG; in Gruppe baulicher Anlagen: 457021Gr0005 | 18. Jahrhundert                |                  | 45702100071      |
| Gasthaus | Gasthaus                                                        | Weener Norderstraße 78 Flurstück: 031802-004-00004/003 Karte                 | Gasthaus zweigeschossiger nachträglich verputzter Ziegelbau; stärker verändert. Erbaut Anfang 19. Jahrhundert; Bedeutung: städtebaulich; wesentliche Begründung: 4.6; Gruppe gemäß § 3.3 NDSchG; in Gruppe baulicher Anlagen: 457021Gr0005 | Anfang 19. Jahrhundert         |                  | 45702100064      |
| weitere Bilder | Bestandteil Nicht konstituierender Bestandteil                  | Weener Norderstraße 79 Flurstück: 031802-006-00009/002                       | Bestandteil Nicht konstituierender Bestandteil einer Gruppe; in Gruppe baulicher Anlagen: 457021Gr0005 | 53.169341                      | 7.357743         | 457021.00070     |
| Packhaus | Packhaus                                                        | Weener Norderstraße 80 Flurstück: 031802-004-00171/003 Karte                 | Packhaus zweigeschossiger giebelständiger Ziegelbau unter Halbwalmdach. Walmtraufe mit Holzgesims. Dachgeschoss und Obergeschoss mit Speicherluken. Erdgeschoss mit Blockrahmenfenster und hölzerner Türrahmung. Mitte 19. Jahrhundert; Bedeutung: historisch, wissenschaftlich, städtebaulich; wesentliche Begründung: 4.6; Gruppe gemäß § 3.3 NDSchG; in Gruppe baulicher Anlagen: 457021Gr0005 | Mitte 19. Jahrhundert          |                  | 45702100065      |
| weitere Bilder | Wohnhaus                                                        | Weener Norderstraße 81 Flurstück: 031802-006-00008/001 Karte                 | Wohnhaus Traufständiger, ursprünglich zweigeschossiger Ziegelbau mit Klötzchenfries und Werksteinelementen. 1736; Straßenfront um 1860 aufgestockt, neugotische Putzfassade mit Lisenen und Zinnenbekrönung; Bedeutung: historisch, wissenschaftlich, städtebaulich; wesentliche Begründung: 4.6; Gruppe gemäß § 3.3 NDSchG; in Gruppe baulicher Anlagen: 457021Gr0005 | um 1860 und älter              |                  | 45702100069      |
| Packhaus | Packhaus                                                        | Weener Norderstraße 81a Flurstück: 031802-006-00008/006 Karte                | Packhaus Traufständiger hinter dem Haupthaus liegender zweigeschossiger Ziegelbau mit Klötzchenfries, datiert 1767. Bedeutung: historisch, wissenschaftlich, städtebaulich; wesentliche Begründung: 4.6; Gruppe gemäß § 3.3 NDSchG; in Gruppe baulicher Anlagen: 457021Gr0005 | 1767                           |                  | 45702100068      |
| Scheune (Gulfscheune) | Scheune (Gulfscheune)                                           | Weener Norderstraße 81b Flurstück: 031802-006-00008/007 Karte                | Scheune (Gulfscheune) Gulfscheune, giebelständig an das Packhaus (81a) rückwärtig angebaut. Nachträglich Quereinfahrt. Bedeutung: historisch, städtebaulich; wesentliche Begründung: 4.6; Gruppe gemäß § 3.3 NDSchG; in Gruppe baulicher Anlagen: 457021Gr0005 |                                |                  | 45702100388      |
| weitere Bilder | Wohnhaus                                                        | Weener Norderstraße 83 Flurstück: 031802-006-00008/005 Karte                 | Wohnhaus Schmaler, hoher 3-gesch. Ziegelbau mit Rundbogenfenstern. Straßenfassade mit Quaderputz und fein profilierter Türrahmung. Mitte 19. Jahrhundert; Bedeutung: historisch, wissenschaftlich, städtebaulich; Einzeldenkmal gemäß § 3.2 NDSchG; in Gruppe baulicher Anlagen: 457021Gr0005 | Mitte 19. Jahrhundert          |                  | 45702100067      |
| Wohnhaus | Wohnhaus                                                        | Weener Norderstraße 85 Flurstück: 031802-006-00139/004 Karte                 | Wohnhaus 1 ⁄2-geschossiger giebelständiger Ziegelbau mit Gesims- und Lisenengliederung. Erbaut um 1890. Bedeutung: historisch, wissenschaftlich, städtebaulich; wesentliche Begründung: 4.6; Gruppe gemäß § 3.3 NDSchG; in Gruppe baulicher Anlagen: 457021Gr0005 | um 1890                        |                  | 45702100066      |
| weitere Bilder | Kriegerdenkmal (Germania)                                       | Weener Osterstraße Flurstück: 031802-005-00086/008 Karte                     | Kriegerdenkmal (Germania) Germania-Metallstatue auf Sandsteinsockel errichtet zum Gedenken an die Gefallenen des Krieges 1870/1871. Bedeutung: historisch, künstlerisch, wissenschaftlich, städtebaulich; wesentliche Begründung: 1.01 geschichtliche Bedeutung im Rahmen von Ortsgeschichte; konstituierender Bestandteil einer Gruppe gemäß § 3.3 NDSchG; in Gruppe baulicher Anlagen: 457021Gr0007 |                                |                  | 457021.00382     |
| weitere Bilder | Amtshaus, ehemaliges                                            | Weener Osterstraße 1 Flurstück: 031802-005-00086/008 Karte                   | Amtshaus, ehemaliges mit: Freifläche, Kriegerdenkmal; zweigeschossiger Ziegelbau unter Vollwalmdach, zum Teil farblich abgesetzte Gliederung durch Lisenen, Kranzgesims und Fensterverdachungen. 1861. Bedeutung: historisch, wissenschaftlich, städtebaulich; wesentliche Begründung: 1.01 geschichtliche Bedeutung im Rahmen von Ortsgeschichte; konstituierender Bestandteil einer Gruppe gemäß § 3.3 NDSchG; in Gruppe baulicher Anlagen: 457021Gr0007                                                                                  | 1861                           |                  | 457021.00105M001 |
| Wohnhaus | Wohnhaus                                                        | Weener Rathausstraße 4 Flurstück: - Karte                                    | Wohnhaus eingeschossiger Ziegelbau mit mittigem Eingang. Gliederung durch Gesimse. Erbaut um 1900; Bedeutung: historisch, wissenschaftlich, städtebaulich; wesentliche Begründung: 4.01 städtebauliche Bedeutung von prägendem Einfluss auf das Straßenbild; konstituierender Bestandteil einer Gruppe gemäß § 3.3 NDSchG; in Gruppe baulicher Anlagen: 457021Gr0010 | um 1900                        |                  | 457021.00027     |
| Schule, ehemalige (Altes Rathaus) | Schule, ehemalige (Altes Rathaus)                               | Weener Rathausstraße 8 Flurstück: 031802-010-00041/005 Karte                 | Schule, ehemalige (Altes Rathaus) zweigeschossiger Ziegelbau, Mittelachsen durch Zwerchhaus betont. Gliederung durch Lisenen und Gesimse. Rückwärtig ehemaliger Saalanbau. Ende 19. Jahrhundert erbaut, um 1930–1976 Rathausnutzung. Bedeutung: historisch, wissenschaftlich, städtebaulich; wesentliche Begründung: 4.01 städtebauliche Bedeutung von prägendem Einfluss auf das Straßenbild; konstituierender Bestandteil einer Gruppe gemäß § 3.3 NDSchG; in Gruppe baulicher Anlagen: 457021Gr0010                                      | Ende 19. Jahrhundert           |                  | 457021.00145     |
| Wohnhaus | Wohnhaus                                                        | Weener Rathausstraße 10 Flurstück: 031802-010-00127/068 Karte                | Wohnhaus mit: Baumbestand; eingeschossiger Ziegelbau, Gliederung durch Gesimse. Um 1900. Vor dem Straßengiebel kleine Linden. Bedeutung: historisch, wissenschaftlich, städtebaulich; wesentliche Begründung: 4.1; konstituierender Bestandteil einer Gruppe gemäß § 3.3 NDSchG; in Gruppe baulicher Anlagen: 457021Gr0010 | um 1900                        |                  | 457021.00144M001 |
| Wohnhaus | Wohnhaus                                                        | Weener Rathausstraße 12 Flurstück: 031802-010-00126/068 Karte                | Wohnhaus eingeschossiger Ziegelbau, Gliederung durch Gesimse und mittigen Eingang. Erbaut um 1900. Bedeutung: historisch, wissenschaftlich, städtebaulich; wesentliche Begründung: 4.1; Gruppe gemäß § 3.3 NDSchG; in Gruppe baulicher Anlagen: 457021Gr0010 | um 1900                        |                  | 45702100143      |
| Wohnhaus | Wohnhaus                                                        | Weener Rathausstraße 14 Flurstück: 031802-010-00125/068 Karte                | Wohnhaus eingeschossiger Ziegelbau mit Drempel. Umlaufendes Putzgesims, im Giebeldreieck gekuppelte Fenster mit Stuckumrahmung. Erbaut um 1910. Bedeutung: historisch, wissenschaftlich, städtebaulich; wesentliche Begründung: 4.1; Gruppe gemäß § 3.3 NDSchG; in Gruppe baulicher Anlagen: 457021Gr0010 | um 1910                        |                  | 45702100142      |
| BW | Wohnhaus                                                        | Weener Rathausstraße 16 Flurstück: 031802-010-00067/005 Karte                | Wohnhaus zweigeschossiger Putz-/Ziegelbau an der Ecke zur Haagstraße, 1907; Gruppe gemäß § 3.3 NDSchG; in Gruppe baulicher Anlagen: 457021Gr0010 | 1907                           |                  | 45702100026      |
| Wohnhaus | Wohnhaus                                                        | Weener Risiusstraße 9 Flurstück: 031802-020-00085/005 Karte                  | Wohnhaus mit: Gartengrundstück; eingeschossiger Ziegelbau mit Drempel. Gliederung durch leicht zurückspringende Wandflächen und aufwendige Gesimse. Gemauerte Giebelbekrönung. Erbaut Ende 19. Jahrhundert; Bedeutung: historisch, wissenschaftlich; wesentliche Begründung: 1.06 geschichtliche Bedeutung aufgrund des Zeugnis- und Schauwertes durch beispielhafte Ausprägung eines Stils und / oder Gebäudetypus; konstituierender Bestandteil einer Gruppe gemäß § 3.3 NDSchG; in Gruppe baulicher Anlagen: 457021Gr0009                | Ende 19. Jahrhundert           |                  | 457021.00140M001 |
| Nebengebäude | Nebengebäude                                                    | Weener Risiusstraße 9 Flurstück: 031802-020-00085/005 Karte                  | Nebengebäude Aus der gleichen Bauzeit wie Wohnhaus, Ende 19. Jahrhundert; Bedeutung: historisch, wissenschaftlich, städtebaulich; wesentliche Begründung: 1.06 geschichtliche Bedeutung aufgrund des Zeugnis- und Schauwertes durch beispielhafte Ausprägung eines Stils und / oder Gebäudetypus; Gruppe gemäß § 3.3 NDSchG; in Gruppe baulicher Anlagen: 457021Gr0009 | Ende 19. Jahrhundert           |                  | 45702100141      |
| weitere Bilder | Wohnhaus                                                        | Weener Risiusstraße 15 Flurstück: 031802-020-00078/002 Karte                 | Wohnhaus Schmaler zweigeschossiger Ziegelbau mit Seitenflur. Gliederung durch Gesimse, Lisenen und Brüstungsfelder. Erbaut um 1890; rückwärtig kleiner Anbau. Einzeldenkmal gemäß § 3.2 NDSchG | um 1890                        |                  | 45702100139      |
| BW | Wohnhaus ('Diekhuus')                                           | Weener Schleusenweg 15 Flurstück: 031802-003-00082/022 Karte                 | Wohnhaus („Diekhuus“); Bedeutung: Historisch, wissenschaftlich Zeugnis- und Schauwertes durch beispielhafte Ausprägung eines Stils und / oder Gebäudetypus; wesentliche Begründung: 1.06 geschichtliche Bedeutung aufgrund des; Einzeldenkmal gemäß § 3.2 NDSchG |                                |                  | 45702100384      |
| BW | Wohnhaus                                                        | Weener Schulstraße 14 Flurstück: 031802-008-00417/018 Karte                  | Wohnhaus eingeschossiger giebelständiger Ziegelbau unter Satteldach mit aufwendigen Stuckgliederungen (Geschoss- und Ortgangfries), Fenster- und Türeinfassungen. Erschließung an rechter Traufseite. 1906; Einzeldenkmal gemäß § 3.2 NDSchG | 1906                           |                  | 45702100394      |
| Friedhof (Jüdischer Friedhof I) | Friedhof (Jüdischer Friedhof I)                                 | Weener Smarlingen Flurstück: 031802-018-00085/000 Karte                      | Friedhof (Jüdischer Friedhof I) Friedhof aus der Zeit um 1900 mit 14 Grabstelen aus Sandstein und ca. 15 umgefallenen Grabsteinen oder Grabplatten. Leichte Bodenwölbung und Baumbestand. Eine 2. Parzelle etwas nördlich. Bedeutung: historisch; wesentliche Begründung: 1.01 geschichtliche Bedeutung im Rahmen von Ortsgeschichte; Gruppe gemäß § 3.3 NDSchG; in Gruppe baulicher Anlagen: 457021Gr0018 |                                |                  | 45702100358      |
| | Friedhof (Jüdischer Friedhof II)                                | Weener Smarlingen Flurstück: 031802-018-00081/000                            | Friedhof (Jüdischer Friedhof II) Friedhof auf kleiner Parzelle mit leichter Bodenwölbung. Auf der Parzelle ein einzelner umgekippter Grabstein wohl aus Sandstein mit hebräischer Inschrift. Südl. weitere Parzelle. Bedeutung: historisch, städtebaulich; wesentliche Begründung: 1.01 geschichtliche Bedeutung im Rahmen von Ortsgeschichte; Gruppe gemäß § 3.3 NDSchG; in Gruppe baulicher Anlagen: 457021Gr0022 |                                |                  | 45702100391      |
| Verwaltungsgebäude, ehemaliges (Kreishaus, ehemaliges)                                                                                              | Verwaltungsgebäude, ehemaliges (Kreishaus, ehemaliges)          | Weener Süderstraße 2a Flurstück: 031802-011-00373/061 Karte                  | Verwaltungsgebäude, ehemaliges (Kreishaus, ehemaliges) zweigeschossiger Klinkerbau unter Satteldach mit Treppengiebel. Eingang unter waagerechter Verdachung, auf der Verdachung preußischer Adler (datiert 1929). Treppenhaus mit Bleiverglasung. Einzeldenkmal gemäß § 3.2 NDSchG | 1929                           |                  | 45702100372      |
| Wohnhaus | Wohnhaus                                                        | Weener Süderstraße 16 Flurstück: 031802-011-00051/002 Karte                  | Wohnhaus 1 ⁄2-geschossiger giebelständiger Ziegelbau mit Lisenen- und Gesimsgliederung. Seitlicher Eingang mit kleiner Freitreppe. Erbaut um 1900. Einzeldenkmal gemäß § 3.2 NDSchG | um 1900                        |                  | 45702100028      |
| weitere Bilder | Waage, ehemalige                                                | Weener Westerstraße 2 Flurstück: 031802-008-00099/003 Karte                  | Waage, ehemalige Wuchtiger, zweigeschossiger traufständiger Ziegelbau. Schaufassaden gegliedert durch Lisenen, Gesimse und Fensterlaibungen. Rückfront mit Holz-Erker auf gusseisernen Kragarmen. 1881. Einzeldenkmal gemäß § 3.2 NDSchG | 1881                           |                  | 45702100114      |
| weitere Bilder | Wohnhaus                                                        | Weener Westerstraße 8 Flurstück: 031802-008-00111/001 Karte                  | Wohnhaus eingeschossiger traufständiger Ziegelbau mit Giebelkaminen. Fassade nachträglich verputzt in Scheinquaderung. An den Ortgängen Dreiecksmauerung mit Traufsteinen. Datiert 1730. Einzeldenkmal gemäß § 3.2 NDSchG | 1730                           |                  | 45702100151      |
| weitere Bilder | Gasthaus (Memmingaburg)                                         | Weener Westerstraße 9 Flurstück: 031802-011-00061/002 Karte                  | Gasthaus (Memmingaburg) zweigeschossiger zum Teil verputzter Ziegelbau in Scheinquaderung. Mittelachse durch kleines Zwerchhaus im Dachgeschoss betont. Ende 19. Jahrhundert. Im Kern wohl noch Reste der Memmingaburg erhalten; z. B. Keller; Einzeldenkmal gemäß § 3.2 NDSchG | Ende 19. Jahrhundert           |                  | 45702100383      |
| weitere Bilder | Villa                                                           | Weener Westerstraße 34a Flurstück: 031802-008-00142/002 Karte                | Villa eingeschossiger Putzbau mit malerischer Straßenfassade, breitem Zwerchhaus, Balkon und Altan. An den Traufen hölzernes Kastengesims. Originale Innenausstattung weitgehend erhalten, erbaut 1911. Einzeldenkmal gemäß § 3.2 NDSchG | 1911                           |                  | 45702100150      |